# Ducasse d'Ath
El Ducasse d'Ath es una tradición popular de la ciudad de Ath, en Hainaut, Bélgica. Desde la Edad Media se ha ido enriqueciendo con el tiempo hasta convertirse en una fiesta popular de varios días, caracterizada por la presencia de gigantes procesionales, carrozas decorativas y grupos históricos.
Desde el siglo XV, el fenómeno de los «gigantes» ha estado presente en Europa occidental en procesiones y desfiles, carnavales y celebraciones públicas en general. El contexto político, económico y cultural ha cambiado, pero los gigantes han sobrevivido donde la tradición ha echado raíces firmes. Esta procesión, que, como resultado directo de las procesiones religiosas, ha conservado sus antiguos gigantes, está encabezada por una población local que sigue estando muy unida a ellos. La Ducasse es el principal evento de la vida festiva regional. Da lugar a muchas festividades y eventos culturales.
La Ducasse d'Ath está inscrita desde 2008 en la Lista Representativa del Patrimonio Cultural Inmaterial de la Humanidad por la UNESCO, tras su proclamación en 2005, en el marco de los «Gigantes y dragones procesionales de Bélgica y Francia».

## Historia

### Tradiciones análogas en Europa
Las menciones más antiguas, que se conocen de los gigantes procesionales se remontan a los primeros tiempos, al siglo XIII en Portugal. A finales del siglo XIV, en 1398 para ser exactos, las primeras figuras gigantescas se atestiguan en Amberes. En el siglo XV, en los Países Bajos Borgoñones, el fenómeno se estableció, y Goliat marchó en procesiones junto a san Cristóbal, un Hércules y un Sansón, mientras que el caballo Bayard fue montado por los cuatro hijos de Aymón en diez ciudades. La mayoría de estas figuras son religiosas, como los relatos bíblicos de la batalla de David y Goliat o los hechos de Sansón. La historia del gran Bayard y Hércules, de la mitología griega, son los únicos elementos completamente seculares y se integran habitualmente en una procesión religiosa. El propósito principal de estas historias es, sin duda, la educación religiosa. La mayoría de ellas ilustran historias destinadas a la edificación de los fieles. Así como el teatro y el arte de la época tenían una finalidad didáctica, los grupos figurativos de la procesión muestran claramente la representación concreta, material y viva de las escenas que el clero y los notables querían dar a conocer a una población con poca educación y poca capacidad de abstracción. No obstante, los organizadores querían hacer llegar su mensaje divirtiendo al público: la representación es también pintoresca y colorida. Estos juegos procesionales han sido llevados e imitados de un pueblo a otro a través del comercio. Así, el caballo Bayard d'Ath toma el relevo al de Oudenaarde en la mayoría de sus elementos. Sin embargo, no se explica por qué ciertas regiones —Países Bajos, España, Austria, Inglaterra—parecen haber sido más que otras las tierras favoritas de las figuras gigantescas y por qué la tradición se mantuvo de diferentes maneras según los países o regiones.

### Contexto de la aparición de la Ducasse d'Ath
La ciudad de Ath fue fundada alrededor de 1160. Balduino IV de Henao, conocido como el Constructor, conde de Henao, compró parte de las tierras de Ath a Gilles de Trazegnies, que tenía algunas propiedades allí. Construyó una torre de vigilancia cuadrada, la torre Burbant, para proteger el norte de su condado. Había una modesta iglesia rural, en el lugar llamado Viès-Ath, que estaba dedicada a San Julián y pertenecía a la abadía de Liessies, entonces también situada en el condado de Henao —ahora está en el norte de Francia—. En el siglo XIV, la ciudad se expandió considerablemente. Se construyó una segunda muralla y en 1393 se inició la construcción de la iglesia de San Julián. La procesión habría nacido con la expansión de la ciudad en el siglo XIV asegurando un vínculo entre la iglesia de Vieux-Ath y la nueva ciudad. Tiene lugar el cuarto domingo de agosto, cerca de la fiesta del patrón, Julián de Brioude, que se honra el día 28. Los primeros gigantes aparecieron a finales del siglo XV. Todos enriquecían con su presencia la procesión que mezclaba alegremente lo religioso y lo profano. Los personajes religiosos servían, como los misterios, para catequizar a una población mayoritariamente analfabeta. Las representaciones profanas dan alegría a la procesión y atraen a los habitantes de los alrededores.

### Nacimiento de la Ducasse d'Ath

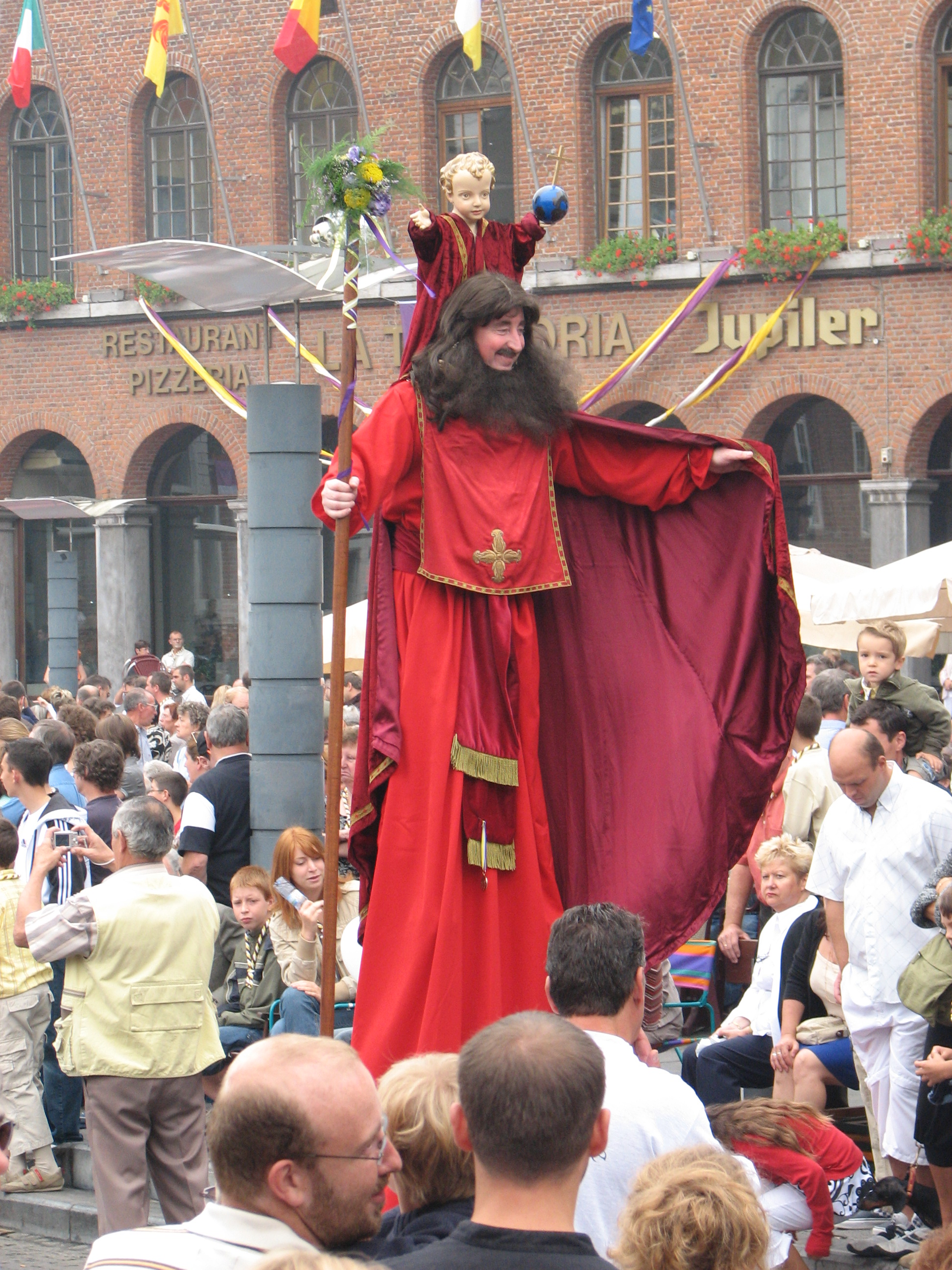
San Cristóbal de Flobecq.

La primera mención de una procesión se remonta al 1399. En efecto, es en esta fecha que se encuentra, en las cuentas de la massarderie, la mención del pago de un cierto número de personas para hacer pasar a los peregrinos, con objeto de rehacer los caminos o para retirar la basura una vez terminadas las ceremonias. En el segundo cuarto del siglo XV, aparecen grupos figurativos en la antigua procesión parroquial de San Julián. El historiador ateniense Emmanuel Fourdin sitúa este surgimiento alrededor de 1430. Las cuentas de 1431-1432 incluyen, de hecho, un pago de cuatro libros a compañeros que representan las vidas de varios santos y mártires. En 1462, el número de «historias» se multiplicó enormemente: se necesitaron 41 pares de caballos, para tirar de los carros en los que se representaba la mayoría de ellos. Pero el acontecimiento del año fue el nacimiento del caballo Bayard y de Los cuatro hijos de Aymón, creados para «reverenciar la mencionada procesión y la boine ville». El caballo está copiado del de Oudenaarde donde los enviados fueron a aprender sobre su construcción y manejo. Portado por un equipo de diez o doce hombres, dependiendo del año, el caballo es enorme. Fue una suscripción pública que reportó más de 39 «libras de tournois» que cubría el costo de su construcción y equipamiento. El mismo año, se menciona a un san Cristóbal.
Es difícil imaginar el orden del cortejo en esa época. No hay documentos sobre este tema antes del siglo XVIII. Había escenas del Antiguo y Nuevo Testamento, por ejemplo: el grupo de profetas armados con la vara blanca o roja y la historia de Daniel, la Natividad y la Pasión de Cristo, la Anunciación, la Presentación de Jesús en el Templo, la Historia de María Magdalena, etc. También se hicieron desfilar a los arqueros, arcabuceros y bombarderos-culebrinos, que más tarde se convertirían en los cañoneros-arcabuceros.
En 1481 se produjo el histórico surgimiento de Goliat. La elección de los héroes bíblicos, como Goliat o Sansón, que no tienen por qué ser ni siquiera gigantescos, puesto que ya son gigantescos en la Biblia, es casi general, de hecho, en las diecisiete provincias del siglo XV. Trece de los quince gigantes más antiguos de los antiguos Países Bajos, creados en esa época, son Goliat.
| Première mention du géant d'Ath, Goliath, 1481. | « Item pour havoir nettoyet visité et refait pluisseurs coses à Golias 6 s. Item pour avoir fait plusieurs verges de vermillon lesquelles verges serviront à conduire la procession 4 s. Item pour avoir point les personnages le jour de ladite procession l0 s. » |

### DelsigloXVIalXIX

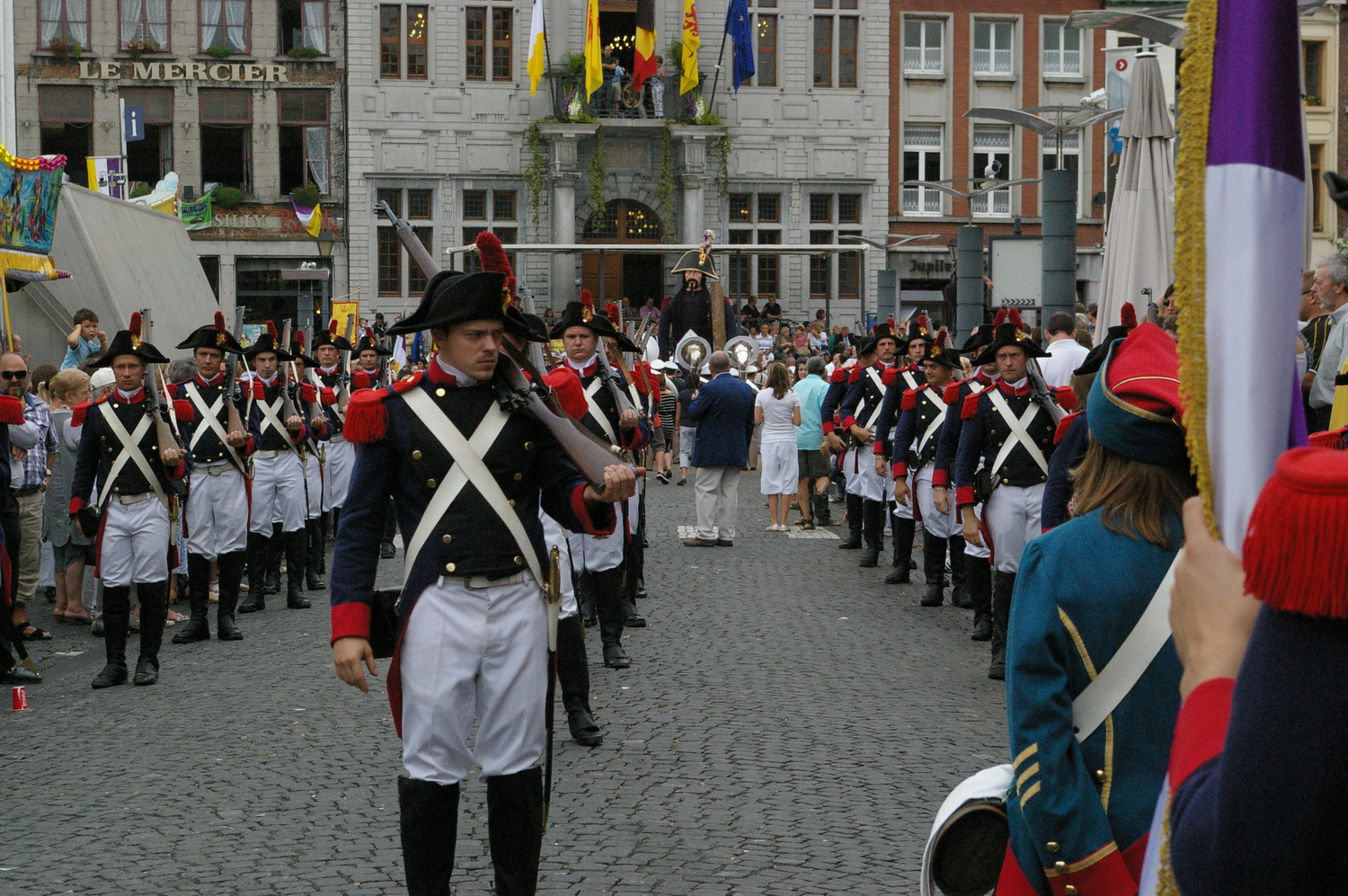
La compañía de los «Bleus», 2010.

No es posible, en el estado actual de conocimiento, tener una idea de en qué se convirtió esta procesión en los siglos XVI y XVII. Fourdin, afirma que creció en tamaño entre 1450 y 1550, pero que disminuyó en la segunda mitad del siglo XVI tan rápidamente como había florecido. La primera de estas afirmaciones no está apoyada por ningún argumento. La segunda, en cambio, se basa en el desastroso estado de las finanzas municipales, totalmente arruinadas por los innumerables subsidios, impuestos y requisas, en las guerras y en la peste, por último, que hizo estragos casi continuamente desde 1578 hasta 1599. De hecho, la procesión fue financiada por la comuna, la parroquia y las hermandades. Sin embargo, en 1589, se gastaron 136 libras en un suntuoso banquete que reunió a la condesa de Beaurieu, acompañada por el barón Carlos I de Trazegnies, los señores Dandelot y d'Ayseau «que vinieron a representar las historias el día de la procesión en la casa de eschevinalle, donde mi señor el conde de Egmont también vino con la señora, el señor de Marchenelle y varios caballeros de su suytte». Por lo tanto, la procesión tuvo siempre una cierta pompa y circunstancia. En 1647, el magistrado concedió cien libras a los ballesteros «como un adelanto de su Goliat, que afirmaron hacer nuevo, considerando que servía de adorno a la procesión». Es, además, probable que el carro de la Iglesia triunfante, inspirado en la Contrarreforma, sea de este período.
No es imposible que un Sansón gigante participara en la procesión, quizás ya en el siglo XV, pero sin ninguna prueba formal. Sansón fue introducido en la procesión de la Ducasse de Ath en 1679 como un gigante de la hermandad de artilleros. En las cuentas de la massarderie de este año podemos leer:

A los cofrades de los cañoneros de Santa Margarita se les dará anualmente una gratificación concedida por resolución del consejo para el año 1679 en julio de 1091. A ellos por hacer el Sansón en adelanto para ser pagado 38 l. 8 s 17

En 1698, Ath volvió a ser español. El ayuntamiento se preguntaba «si se hará algo en demostración de alegría» a la dedicación; se decidió «actuar como los caballeros encontraran adecuado». En una copia de la cuenta del año 1700 de la Hermandad de los Sastres de san Mauro, aparece la más antigua mención del Águila de dos cabezas, conocida hasta la fecha.
Un mandatario y un tal De Peste recibían un salario de cinco libras y dos centavos «por arreglar el águila para la procesión». El águila así restaurada tiene ya, por tanto, unos cuantos años y este documento nos permite posponer su creación hasta finales del siglo XVII. El relato también menciona la remuneración de los portadores del gigante y del «tamborilero que lo acompañaba en la procesión». Como en Douai todavía hoy, los gigantes de Ath fueron probablemente entonces escoltados únicamente por un tamborilero y los pasos de baile que realizaron fueron apoyados solamente por el redoble de tambores.

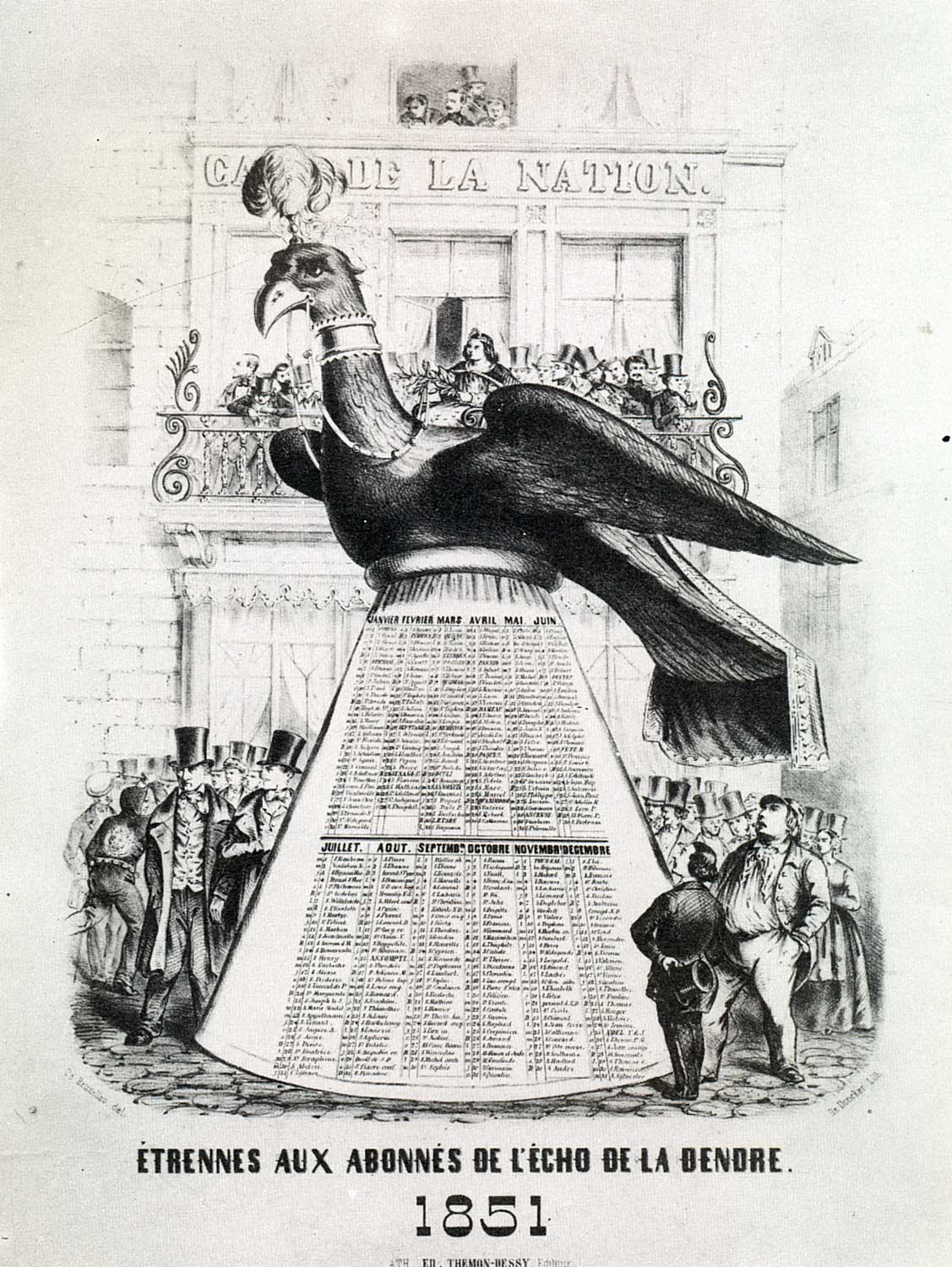
Águila monocéfala de 1851
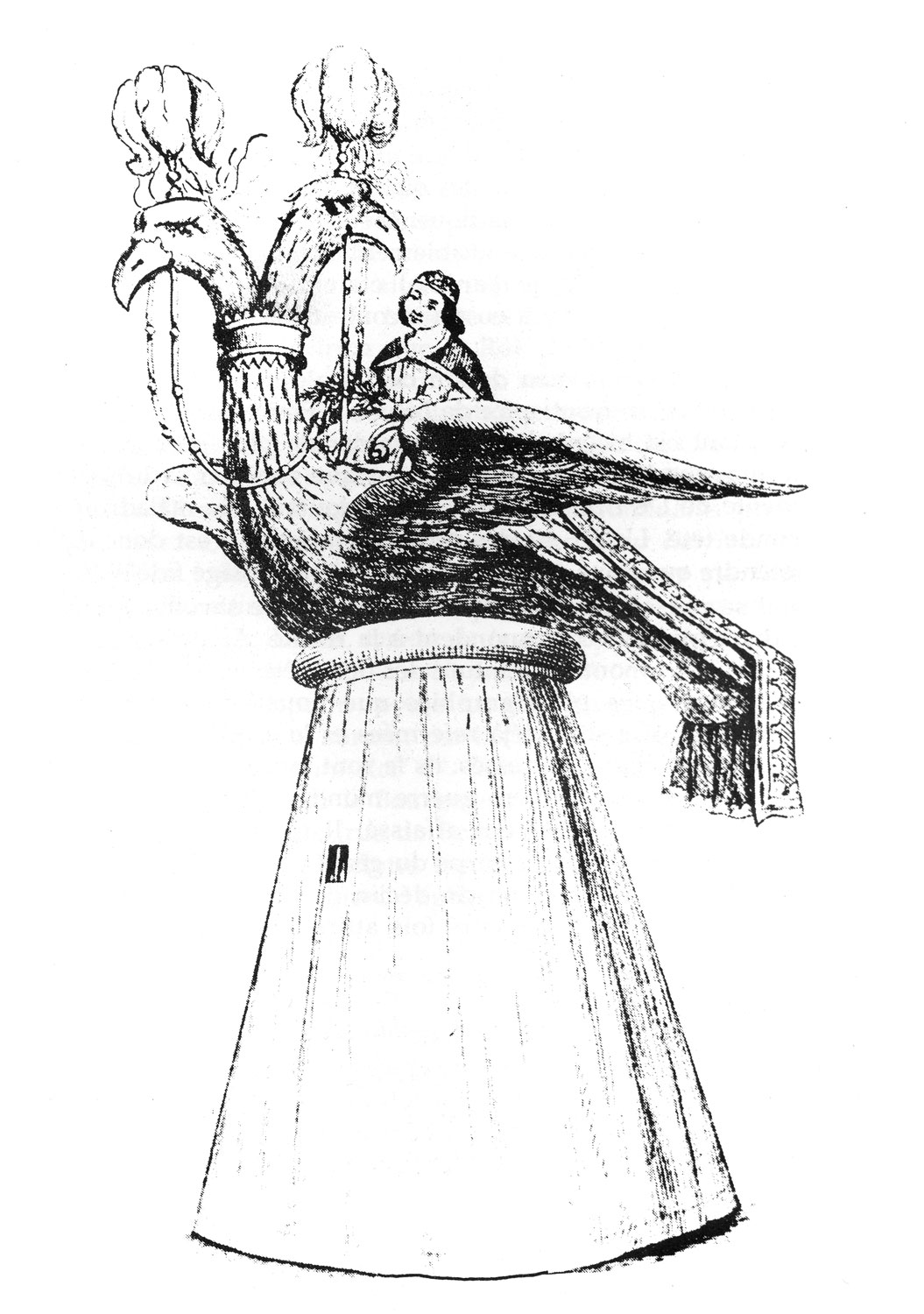
Águila bicéfala de 1869
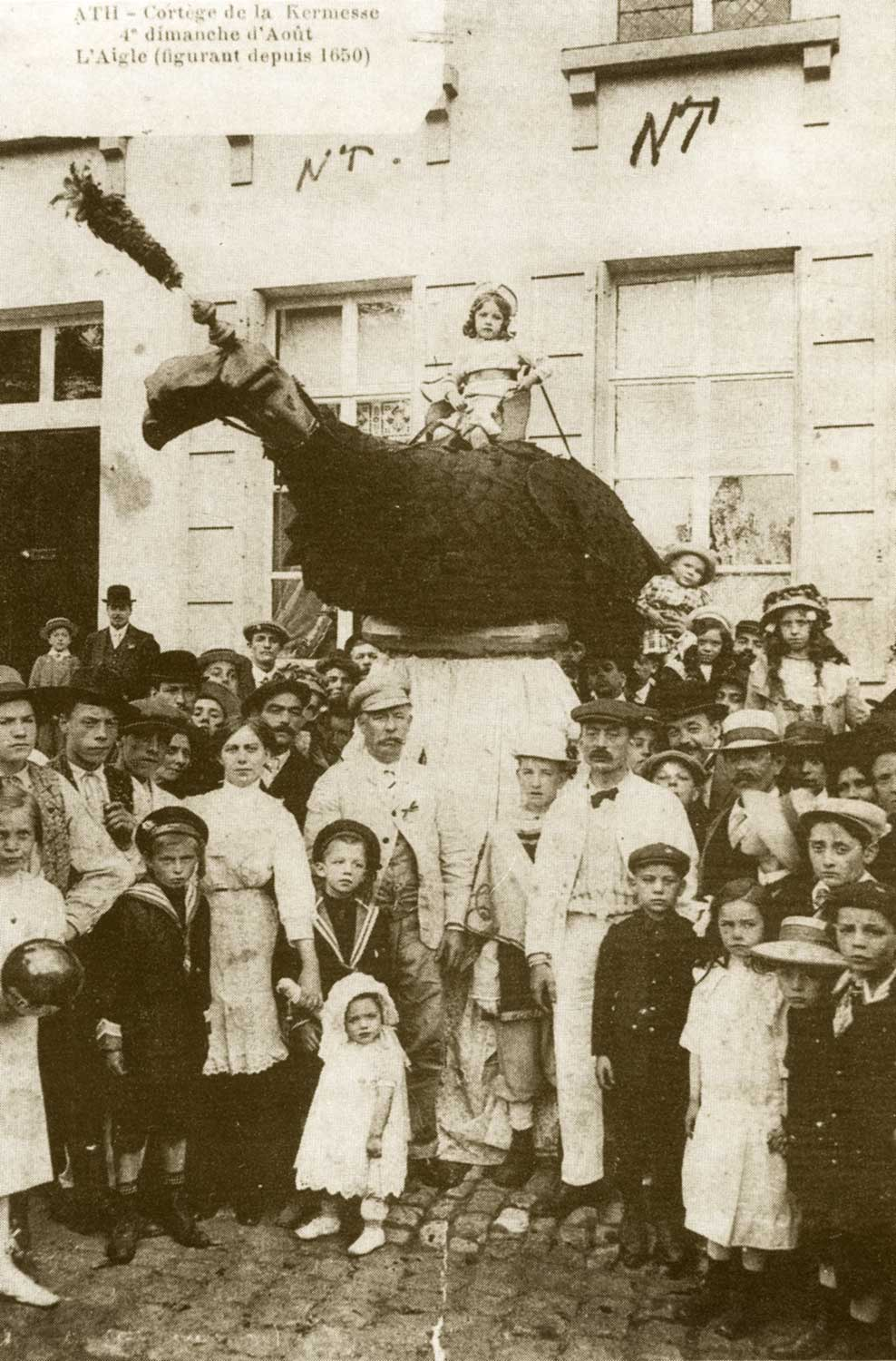
Águila bicéfala de 1900

¿Desapareció la procesión por unos años durante la Guerra de Sucesión Española? Cuando los franceses, de 1701 a 1706, y luego una guarnición holandesa instalada por los aliados, ocuparon la ciudad, únicamente hay algunas resoluciones relativas a la comedia representada por los alumnos del colegio. 

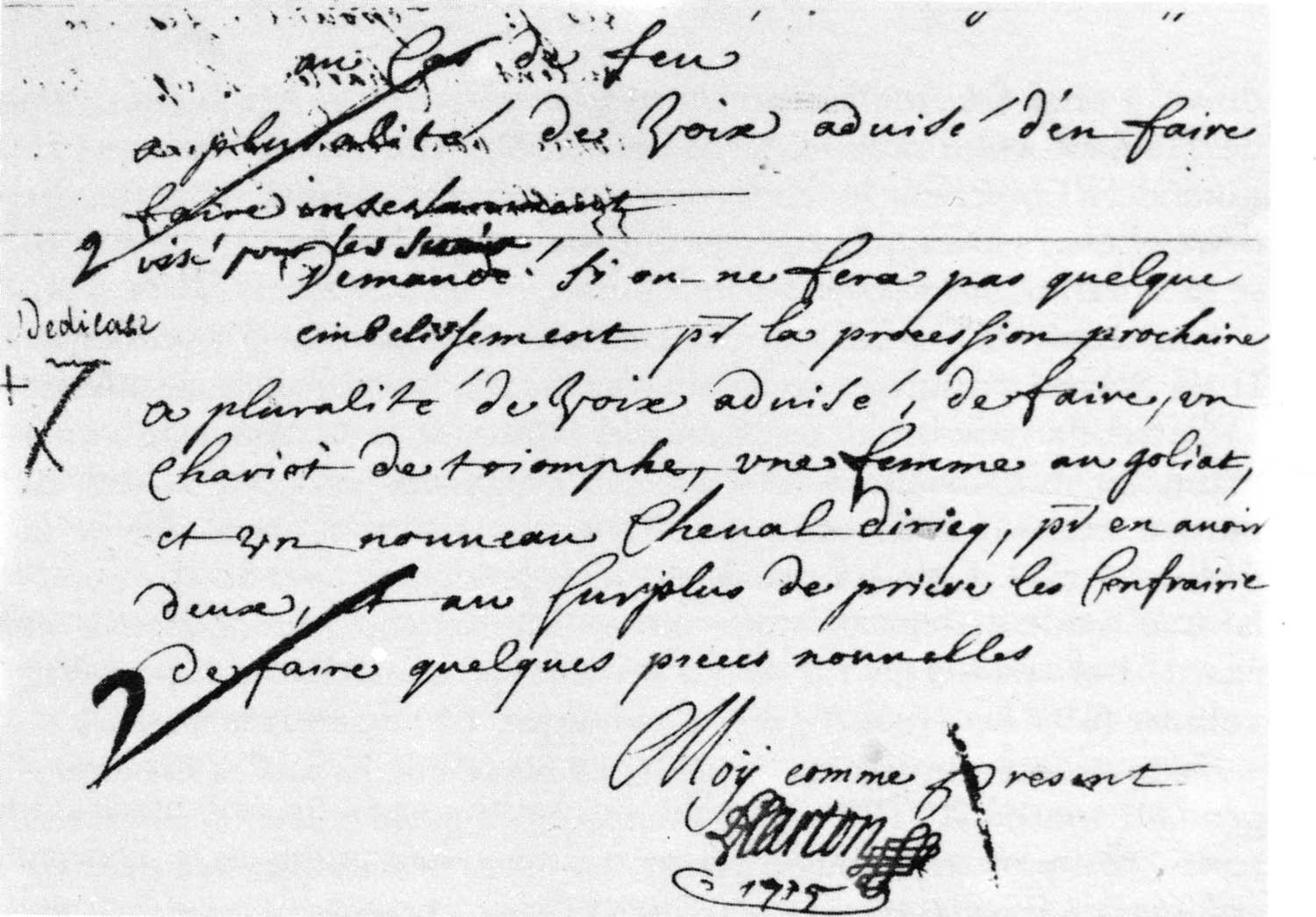
Resolución del Consejo de la ciudad, 3 de julio de 1715.

Pero, en 1713, el Consejo concluyó hacer caminar a Goliat y «ponerlo en estado luy haciendo una falda lo mismo como el caballo Diricq». Por primera vez en quince años, la procesión de la dedicación fue discutida de nuevo. Así restaurado, fue embellecido al año siguiente y, sobre todo, en 1715, por la construcción de un carro triunfal, una esposa para Goliat, y la adición de un segundo caballo Diricq. Ese mismo año, se celebró el 300 aniversario de la dedicación de la iglesia de San Julián. De ahora en adelante, Goliat se casaría cada año en la víspera de la Ducasse, antes de que se disputara el «juego de la pareja» entre él y David. Cabe señalar a este respecto que, si bien se sabe que la solemnidad de la fiesta comenzó «la noche de la procesión a las vísperas» ya en 1478, no se sabe, sin embargo, cuándo se trasladó el «juego de la pareja» de la procesión del domingo al sábado por la tarde.
Hasta la guerra de sucesión austriaca, es decir, hasta 1743, las «figuras» y los tanques saldrán como de costumbre, el magistrado vigilará el equipo como un buen padre de familia. En 1749, los franceses dejaron la ciudad en un estado lamentable, pero el Consejo decidió unánimemente «hacer todo como se hacía antes de la última guerra». Goliat fue restaurado.
El 11 de febrero de 1786, un edicto imperial de José II del Sacro Imperio Romano Germánico, el Edicto de las kermeses, estipulaba que todas las Kermés y Ducasses de todo el país debían tener lugar el mismo día, el segundo domingo después de Pascua, el 30 de abril. Se prohibió expresamente el uso de cualquier objeto profano; se suprimieron las ceremonias y demostraciones en uso en la víspera de la feria. El 15 de mayo, el gobierno ordenó al magistrado vender las decoraciones que hubiera guardado para la celebración de la Ducasse. Sin embargo, la venta no tuvo lugar y, al haber anulado los Estados de Hainaut, el 12 de agosto de 1790, el edicto de 1786 fue revocado en nombre del Emperador el 12 de febrero, los dos gigantes fueron restaurados y los dos caballos Diricq equipados con nuevos equipos salieron el mismo año. Se mostraron hasta 1793 inclusive.
Los jacobinos incendiaron estos símbolos del antiguo régimen el 28 de agosto de 1794. El 5 fructidor año II, el club político de la ciudad envió al municipio una carta «con el fin de quemar las antiguas figuras de la Ducasse». Al día siguiente, el comisario civil del departamento de Jemmapes prohíbe a la oficina municipal continuar con las «arlequinadas y momerías de la dedicación». Abandonó el método de su destrucción a la «prudencia» de la Club político. Le asigna plenos poderes en este sentido. Las figuras le serán entregadas para que pueda disponer de ellas a voluntad. El día 11, unas figuras gigantescas irrumpieron en el mercado.

### Desde elsigloXIX

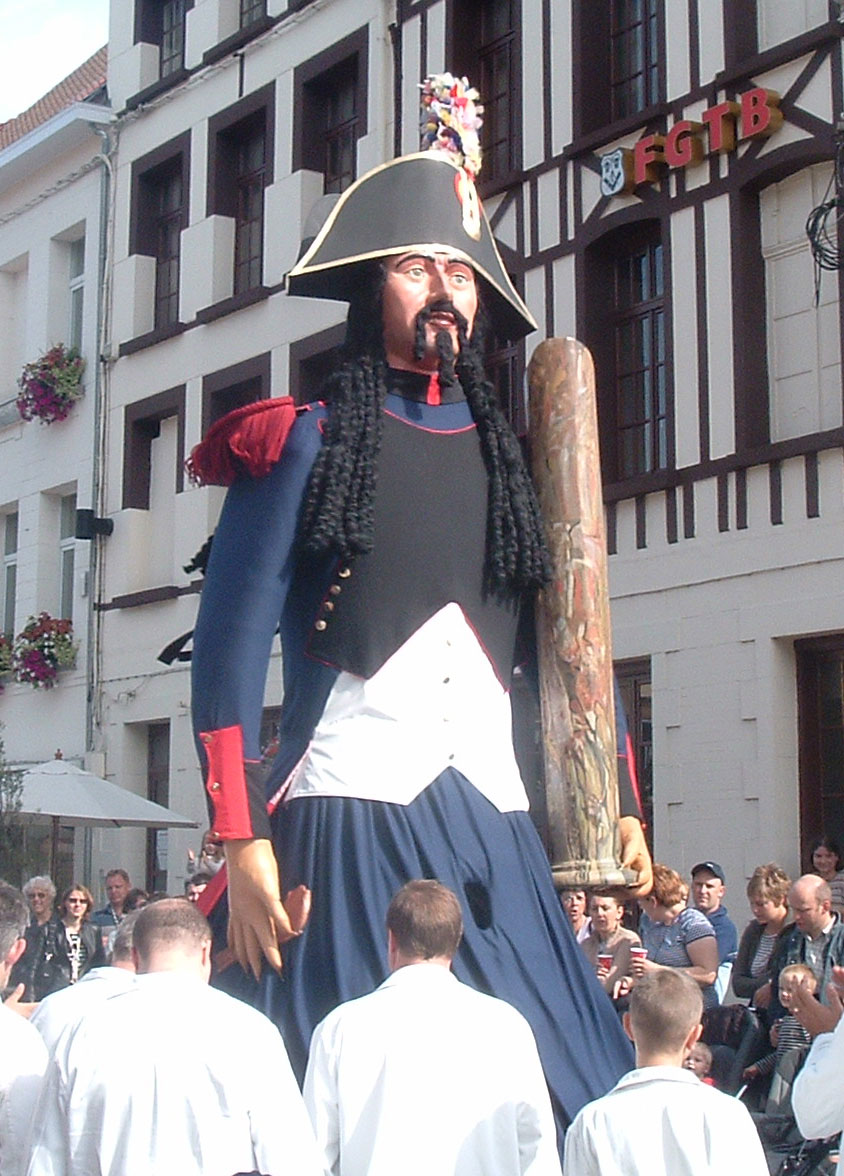
Sansón, Ducasse d'Ath 2004.

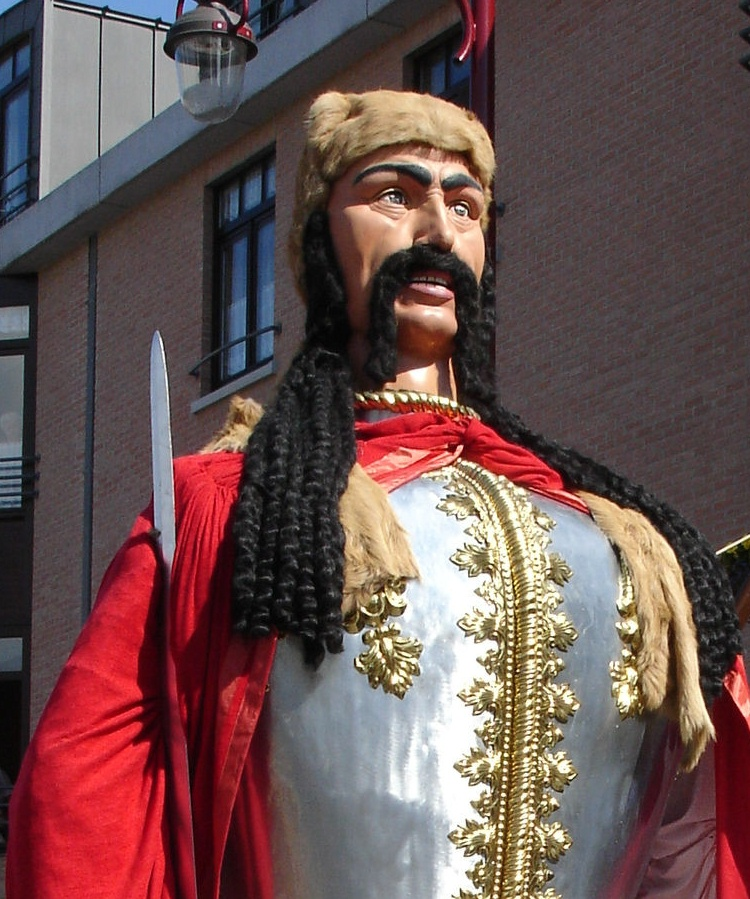
El gigante Ambiórix - Ducasse d'Ath 2004.

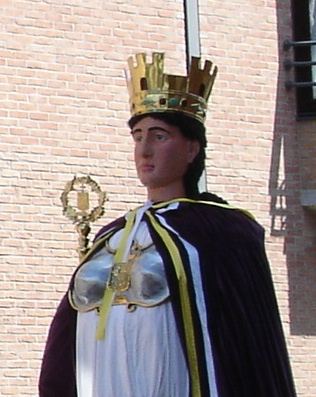
Mademoiselle Victoire.

No fue hasta 1804 que la procesión fue revivida y entre 1806-1807 que los gigantes renacieron bajo las manos del escultor Emmanuel Florent: El Águila, Sansón, Goliat, su esposa y Tirant. En principio, las hermandades estaban abolidas. Pero se encuentran diferentes oficios acompañados de su protector o su emblema. Tanto el Águila como Goliat y su esposa son autónomos. Ya no se trata de los ballesteros o sastres. Por otro lado, Tirant está acompañado por arqueros y Sansón por artilleros. Como en la antigua procesión, las autoridades civiles o religiosas, las sociedades, las carrozas y los grupos religiosos también forman parte del desfile.
La primera enmienda proviene de las circulares holandesas de 1819:

...no hay vestidos extraordinarios, ni abigarramientos, ni representaciones impropias, que a menudo causan desorden y escándalo y que siempre destruyen más o menos el respeto que el pueblo debe tener por estos actos religiosos.

Los gigantes están excluidos de la procesión. La salida del cuarto domingo de agosto se convierte en una procesión exclusivamente secular que pronto estará amenazada de extinción. La burguesía racionalista no entiende el interés de los festivales folclóricos. Solamente el interés turístico y comercial justifica el mantenimiento de los gastos comunales para la Ducasse. Pero a partir de ese momento, los organizadores buscaban lo inusual o lo espectacular. En 1820, el carro de Jacob es tirado por cuarenta niños en traje egipcio. Se representan escenas inspiradas en la opéra-comique Lodoïska de Cherubini. También muestra un pachá con su estado mayor. El «carro de las Bellas» está rodeado de vallas de bárbaros. En 1823, un carro fue arrastrado por 60 pequeños mamelucos de seis años con bigote.
A partir de 1840, la situación económica y social de la ciudad de Ath se deterioró cada vez más con la crisis de la industria del lino. Ya en 1846, las autoridades municipales informaron de 4000 pobres de una población total de 8500 habitantes. El tizón tardío de la patata agravó la situación. Le siguen los efectos de la crisis de 1848 y el cólera de 1849. Los recursos de la ciudad disminuyen a medida que aumentan los gastos. Como resultado, el aspecto de la procesión deja mucho que desear. Pero sigue siendo popular.
El año 1850 marcó un importante punto de inflexión. Las transformaciones son considerables, tienden a hacer de la procesión un espectáculo que atraiga al público. Los indios, los escoceses, el emperador de China con sus mandarinos y los mamelucos aportan una nota exótica. Se hace un amplio llamamiento a las sociedades y bandas de música de la región. El chovinismo local se expresa en la creación de la carroza de la ciudad que lleva a las celebridades de la ciudad. Se restauraron algunos grupos religiosos: San Juan Bautista, la Huida a Egipto o el carro de la Iglesia Triunfante. Los caballos de Diricq desaparecen. Los gigantes son renovados y obviamente permanecen en su lugar pero Tirant cambia de nombre convirtiéndose en «Ambiórix». Esta transformación proviene del movimiento historicista también presente en el arte que pretende enseñar al pueblo belga independiente desde 1830 que su país tiene gloriosas raíces históricas de las que puede estar orgulloso y de las que es el continuador. Ambiórix expresa las preocupaciones de una burguesía nacionalista que quiere dar fundamentos históricos a su país. En la misma línea, el águila de una sola cabeza (el águila de San Juan) se convertirá en un águila de dos cabezas para ajustarse mejor al escudo de armas de la ciudad. En 1854, durante la visita real, una excepcional procesión desfilará ante la familia del soberano el miércoles 13 de septiembre. Fue en esta ocasión que el Águila mostró sus dos cabezas por primera vez. Estas fueron esculpidas en el taller del ebanista Emmanuel Cambier.
Unos años después, Mademoiselle Victoire aparece en el cortejo. De hecho, se atestigua una Victoria gigante en 1793, por iniciativa del alcalde de la época, para celebrar una victoria de los austriacos sobre los franceses. Pero su existencia fue de corta duración. Participó en una única Ducasse antes de ser destruida en 1794 con los otros gigantes. Por lo tanto, fue recreada en 1860, bajo el nombre de «La Ciudad de Ath» antes de (re)convertirse en Mademoiselle Victoire. La cabeza es obra de Ernest Ouverleaux, después de un dibujo de Henri Hanneton, director de la Academia de Dibujo de Ath.

## Recuperación política
En varias ocasiones, los gigantes de Ath se involucraron en la política local, lo que demuestra su integración en la vida de la ciudad.

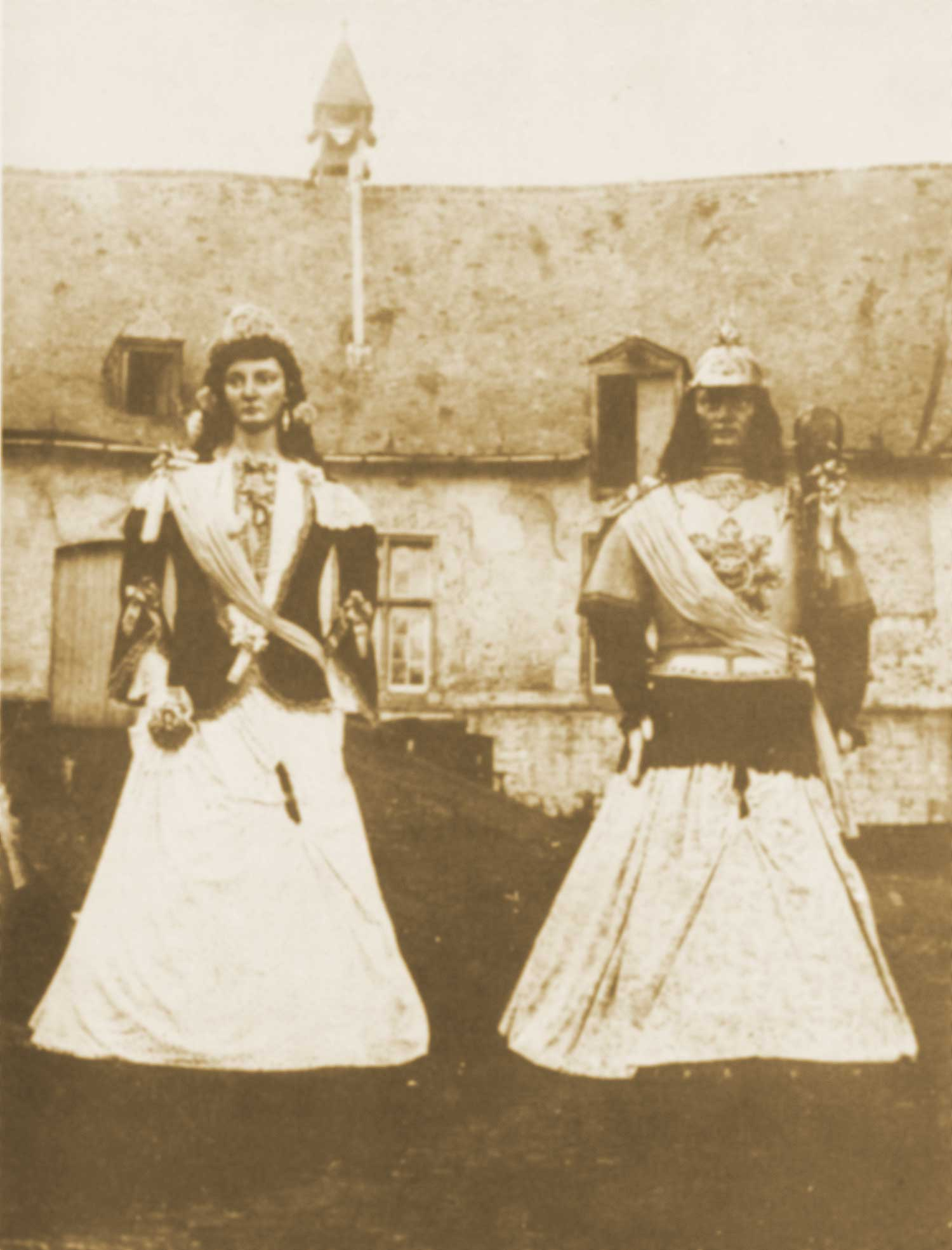
M. y Mme. Goliath, 18 de noviembre de 1895.

En 1884, M. y Mme. Goliat se habían vestido de azul, para la procesión de Ducasse. Ath fue liberal hasta 1902. Los hombros y el cinturón del guerrero llevaron los colores «queridos por el mayor número de sus conciudadanos». Lo mismo se aplica a la cinta del corpiño, al borde de la chaqueta y a las mangas de su esposa. El 18 de noviembre de 1895, M. y Mme. Goliat hicieron una salida excepcional. Los dos gigantes llevaban un pañuelo azul. La cabeza de la gigante está rodeada por una corona de arándanos y tiene un ramo de las mismas flores. Acompañan el desfile organizado para el «triunfo» de las elecciones liberales del 17 de noviembre. Dos fotos conmemoran este evento. El 21 de octubre de 1907, se les puso una guirnalda y se les decoró de rojo, pero incluso así se les vistió de azul para participar en la procesión que celebraba la victoria del cártel liberal-socialista en las elecciones comunales del día anterior. En las elecciones comunales de 1932, los socialistas obtuvieron la mayoría absoluta. El 15 de enero de 1933, celebraron la victoria con un desfile en la ciudad con la participación de las dos figuras. La procesión termina en la Casa del Pueblo donde David lucha contra Goliat. En esta ocasión, el vestuario de la pareja se renovó con el color favorito de los socialistas.
Los gigantes de Ath se utilizaron por primera vez con fines de educación cívica de acuerdo con las ideas del siglo XIX —nacionalismo y culto a la ciudad—. Luego se movilizaron al servicio de los partidos políticos dominantes en la ciudad. Los liberales y los socialistas, amos del ayuntamiento, asociaron a los dos gigantes más populares con sus victorias electorales. También cambiaron los colores de sus ropas para reflejar la ideología política dominante.

### Las dos guerras mundiales

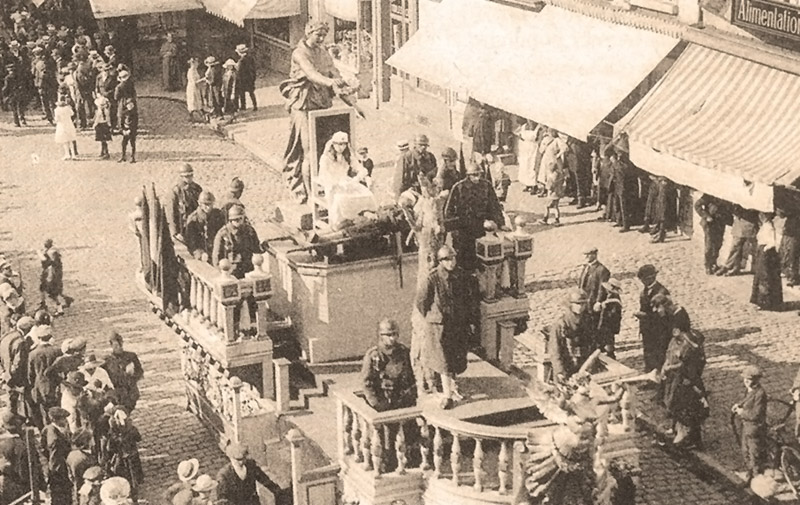
El carro de la «Apoteosis» en 1919.

Los alemanes entraron en la ciudad el viernes 21 de agosto de 1914. Es la víspera de la Ducasse. Todas las festividades se cancelaron. Al final del conflicto, la procesión de la Ducasse de 1919 se rediseña para celebrar la victoria y saldrá dos veces. Los programas anunciaron más de 1500 participantes. Los grupos históricos —gremios y oficios, Eburons, la revolución belga de 1830, las ciudades mártires, los soldados del Yser— desfilarán alrededor de los gigantes. El carro de Alberto e Isabel se transforma en un carro de la «Apoteosis» que muestra a Alberto, el rey Caballero, y a Isabel, la reina enfermera, rodeados de hombres peludos en uniforme. Todos los gigantes caben en esta gran puesta en escena. Ambiórix ve su vocación histórica reforzada por una compañía de guerreros eburones, seguida por toda la tribu. Un carro arrastrado por bueyes lleva a los ancianos y a los niños. Sansón está vestido como un hombre de armas del siglo XV y lleva un casco de cobre. Le siguen los arqueros y los artilleros con sus armas. El Águila está acompañada por los oficios y gremios que recuerdan la historia de la ciudad. Mademoiselle Victoire simplemente se convierte en la Victoria precedida por un grupo de damas a caballo que llevan las palmas de la victoria y seguida por un grupo que evoca las victorias belgas. Únicamente Goliat y su esposa no están al servicio de las innovaciones históricas y patrióticas.
La movilización general fue decretada el 26 de agosto de 1939, el sábado de la Ducasse. Durante la segunda guerra, para compensar la desaparición de las ceremonias públicas, una pequeña procesión marchó al Ateneo Real en 1941. Ese mismo año, el 25 de julio, para una procesión al Oflag II A en Prenzlau, los prisioneros de guerra de Ath, dedicaron todo su tiempo libre durante semanas a la construcción, utilizando materiales improvisados —cajas de cartón, papel de envolver, latas, etc. y luego a la construcción de un nuevo edificio—, las dos figuras favoritas: Goliat y su esposa, que estaban debidamente acompañadas por el pequeño David, Magnon el diablo y tres tambores. La ciudad fue liberada el 3 de septiembre de 1944. Cada año desde entonces, la «gran campana» ha sonado para conmemorar el evento. El día 8, a las 15 horas, se celebró la boda de Goliat en Saint-Julien ante una gran multitud. Parte de la procesión viajó a través de la ciudad. Goliat, la sra. Goliat y el Águila participaron en la celebración. Ese año, el papel del pastor David es excepcionalmente y probablemente por única vez, ocupado por una chica: Liliose Monnier.

### Después de 1945
No ha habido ninguna interrupción desde 1945. En 1946, la procesión se pospuso una semana debido a una gran tormenta. En 1948, el caballo Bayard reapareció. Como en la Edad Media, una suscripción financió su resurrección por René Sansen.

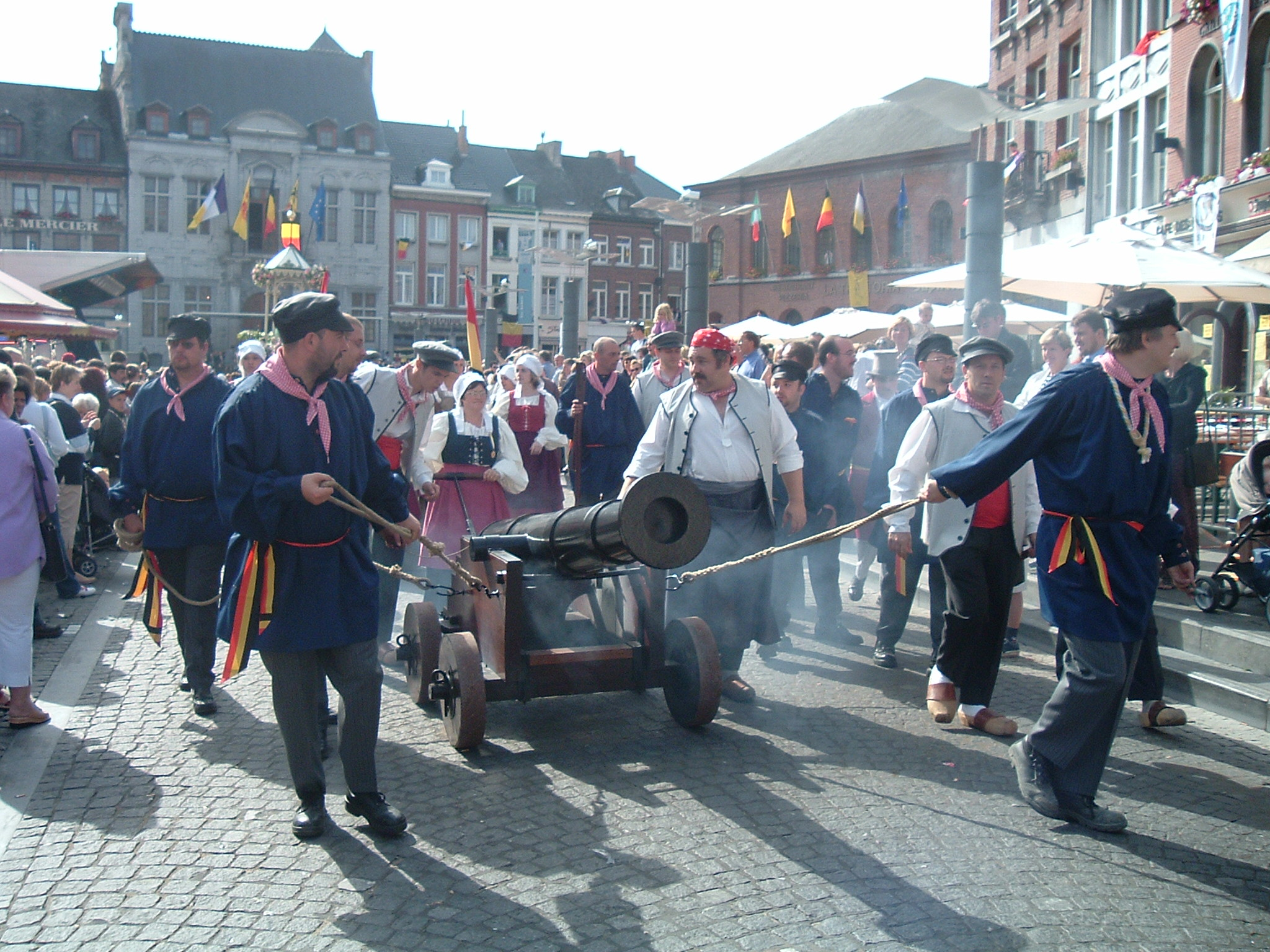
El Cañón del Mont Sarah.

En la década de 1960 se produjo una grave crisis. En ese momento, la procesión ya no parecía atraer la atención de la gente de Ath y estaba muy descuidada. Los extras se volvieron difíciles de encontrar y los carruajes se desaparecían cruelmente —en 1966, el carro de navegación no salió del cobertizo, por falta de caballos para tirar de él—. Incluso se pudieron ver tractores de granja reemplazándolos. Por ello, en 1971, por iniciativa del Cercle d'histoire et d'archéologie d'Ath, se creó un Comité para la renovación del cortejo. Este comité se encargó en adelante de la correcta organización de las festividades cuidando exclusivamente de lo figurativo y sus accesorios. La locura es general hasta el punto de que hay demasiados extras. En 1975, René Sansen creó el grupo Cañón del Mont Sarah para evocar la participación del pueblo de Ath en la Revolución belga de 1830. San Cristóbal se reintegra a la procesión en 1976, y los caballos de Diricq en 1981. La primera «quema de los matrimonios» de Goliat tuvo lugar el viernes de la Ducasse en 1987.
En febrero de 1977, la universidad municipal rechaza una propuesta de Coca-Cola para mostrar a los gigantes en un anuncio de sus productos.
En 1990 y 1991, la cuerda que tocó la «gran campana» el sábado al mediodía se rompió y retrasó el inicio oficial de la Ducasse por unos minutos. En 1993, la procesión de la tarde se interrumpió debido a la lluvia torrencial. Era necesario a toda costa preservar los trajes y la decoración de los carruajes que, sin embargo, sufrieron graves daños. En 1997, para celebrar el XX aniversario de la fusión de los municipios, aparece por primera vez el grupo de 19 municipios. Será reubicado detrás de los bomberos en el año 2000.

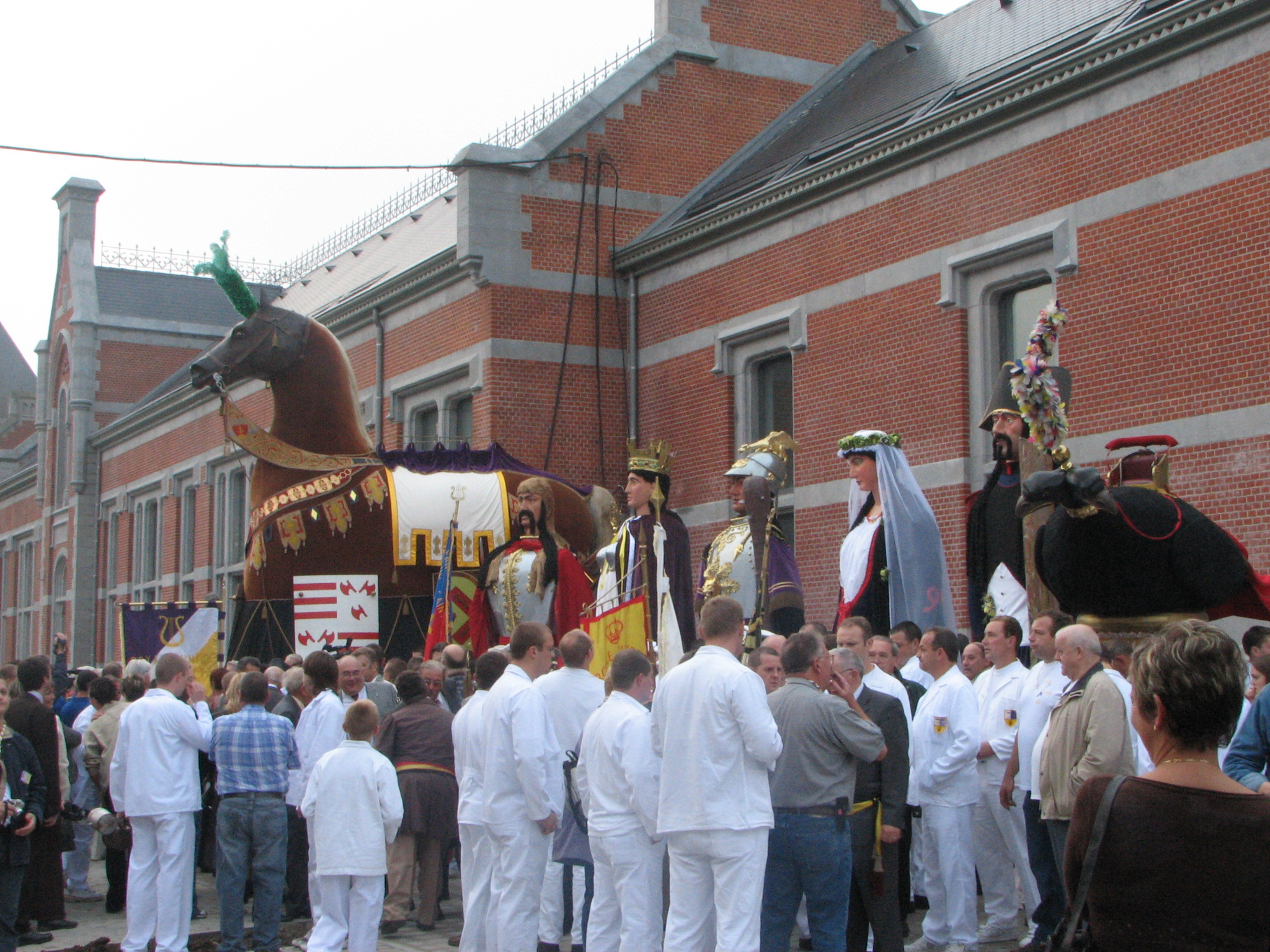
Alineación de gigantes frente a la estación en 2006.

La Ducasse de 2004 estuvo marcada por el desastre de Ghislenghien, que había ocurrido unas semanas antes. Únicamente se mantuvieron las «Vísperas de Gouyasse» y las procesiones del domingo. Muchos eventos fueron cancelados o pospuestos. En 2006, todos los gigantes se alinean excepcionalmente frente a la estación, antes de la salida de la procesión, para rendir homenaje a los antiguos porteadores.
En 2010, el grupo de los «Bleus» recuperó su estatus de guardia cívica de Ath y no de guardia francesa. Se han sustituido algunos elementos del traje, a saber, el tricornio —adición de una escarapela de los colores de Bélgica—, las polainas y la pechera en negro. También se reemplazó la bandera, que ya no sería francesa, sino de Ath. Se celebra el 150 aniversario de la Mlle. Victoire. El más reciente de los gigantes de Ath es particularmente honrado.
En 2011, se elabora una nueva carta, para los actores de la Ducasse para evitar que la procesión termine demasiado tarde (23:35 en 2010) y sea más regular y atractiva para los visitantes extranjeros. Los caballos de la barca de los pescadores napolitanos y la carroza del pueblo llevarán capas bordadas que habían desaparecido en la década de 1930. El año 2015 es una fecha excepcional. Se celebra cuatro aniversarios. La iglesia de San Julián fue consagrada el 7 de julio de 1415. Esta masa de «dedicación» le dio el nombre de «Ducasse» usado para designar las festividades actuales. 300 años más tarde, en 1715, la procesión fue adornada con un carro de triunfo, un segundo caballo, pero sobre todo una mujer fue entregada a Goliat. Con motivo del 300 aniversario del gigante, se le da un nuevo traje hecho en parte por los encajeros de Ath. La coral "Rencontre", creada en 1965 para celebrar la solemnidad de las «Vísperas de Gouyasse», celebra su 50.º aniversario. El grupo Cañón del Mont Sarah se introdujo en la procesión en 1975, hace 40 años. En 2016, se rompió un eje del Carro de Agricultura, causando un retraso significativo durante la procesión de la mañana. La procesión de la tarde terminó con una ronda que reunió a los siete gigantes en la Place Cambier, como es la tradición, cada 5 años, desde 1981.

### Salidas excepcionales
Aparte del cuarto domingo de agosto, los gigantes no salen de su hangar. Aunque no siempre fue así.
Tirant probablemente acompañó a los arqueros de Ath a Bruselas en 1834. Los gigantes salieron para las celebraciones principescas o reales en 1853 y 1854 en Ath. Goliat y su esposa participaron en Bruselas en la Cortège des géants et des légendes populaires («Procesión de Gigantes y Leyendas Populares») el lunes de Pascua de 1890. Salieron en Ath, pero fuera de la Ducasse, con motivo de las victorias electorales de 1895, 1907 y 1933. El 14 de julio de 1935, todos los gigantes de Ath se encuentran en Bruselas por invitación de las autoridades municipales de la capital con motivo de la Exposición Universal. Las autoridades comunales, los habitantes de Ath de Bruselas y los demás tenían fotografías con sus «figuras». Desde la Segunda Guerra Mundial, los gigantes han salido ocasionalmente a Ath para la inauguración de la feria comercial en 1969, o para el homenaje al último alcalde antes de la fusión de las comunas. Estuvieron presentes en Mons para la entrada real de Balduino de Bélgica en 1953, y en 1976 para los 25 años de reinado. Sin embargo, desde 1975, la opinión pública y los porteadores se oponen cada vez más a las salidas de los gigantes fuera del cuarto domingo de agosto y de su contexto de la ciudad de Ath. El 9 de junio de 1991, el caballo Bayard marchó a Lille en una procesión de los gigantes animales. Según los funcionarios de la compañía que lo animaba, Bayard debía ser considerado como el «embajador» de la ciudad de Ath. Esta salida fue descrita como «excepcional y única».

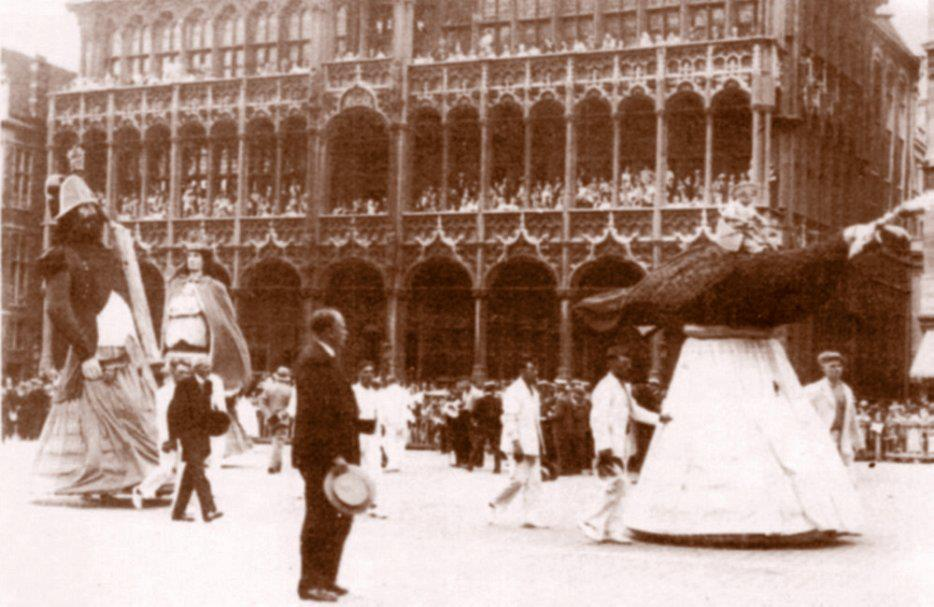
El águila y Sansón en la Grand Place de Bruselas con motivo de la Exposición Universal de 1935.
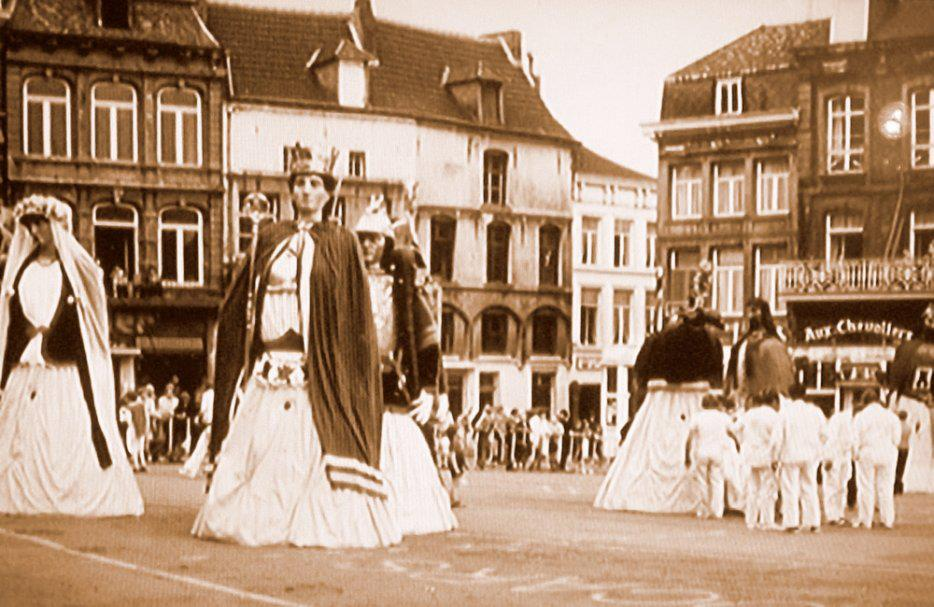
Los gigantes de Ath en la Grand Place de Mons en 1976.
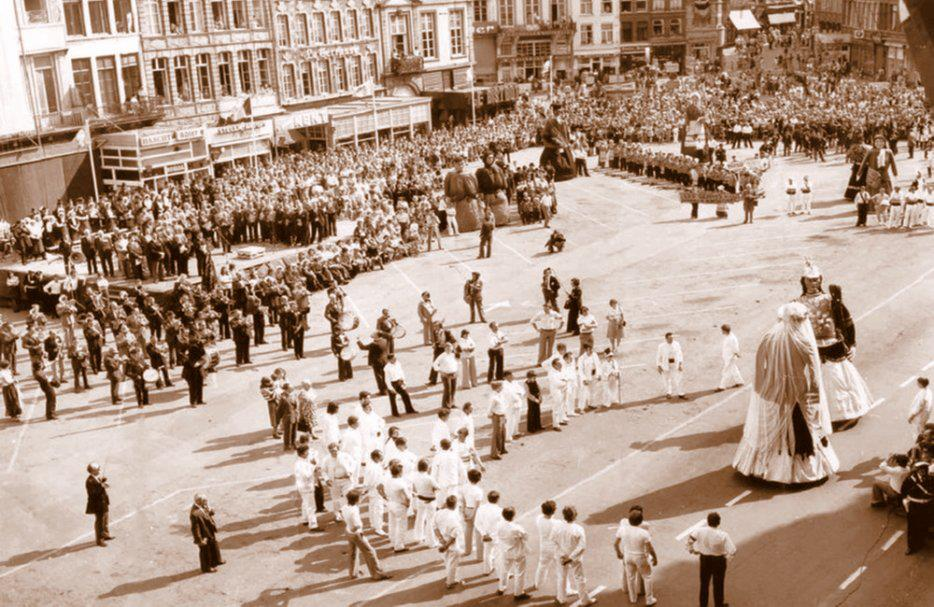
M. y Mme. Goliat en la Grand Place de Mons en 1976.

### Gigantes desaparecidos
De hecho, antes de 1794, año en que los jacobinos quemaron a los gigantes, «símbolos del antiguo régimen», varios gremios comerciales marchaban en la procesión, incluyendo el de los sastres —la presencia del águila en la actual procesión es testigo de ello—, los panaderos, los pescadores, etc.
Los panaderos acompañaron a un cisne, cuya blancura recordaba a la de la harina. Como la mayoría de los animales gigantes de la época, el cisne tenía que ser montado por un niño, símbolo de la dominación humana sobre el animal. En 1807, los 23 panaderos de la ciudad expresaron el deseo de devolver a la vida a su hermoso pájaro. El costo estimado de la construcción fue de 414 francos. El proyecto fue abortado.
Los pescadores, por su parte, desfilaron en compañía de un tritón. No debe haber sido el tritón, un anfibio urodelo, sino Tritón, una deidad marina menor en la mitología griega, hijo de Poseidón y Anfitrite. Fue representado con un busto humano, una cola de delfín, pelo de algas, una concha y un tridente en sus manos. No hay rastros de ningún trabajo de restauración.

### Exotismo

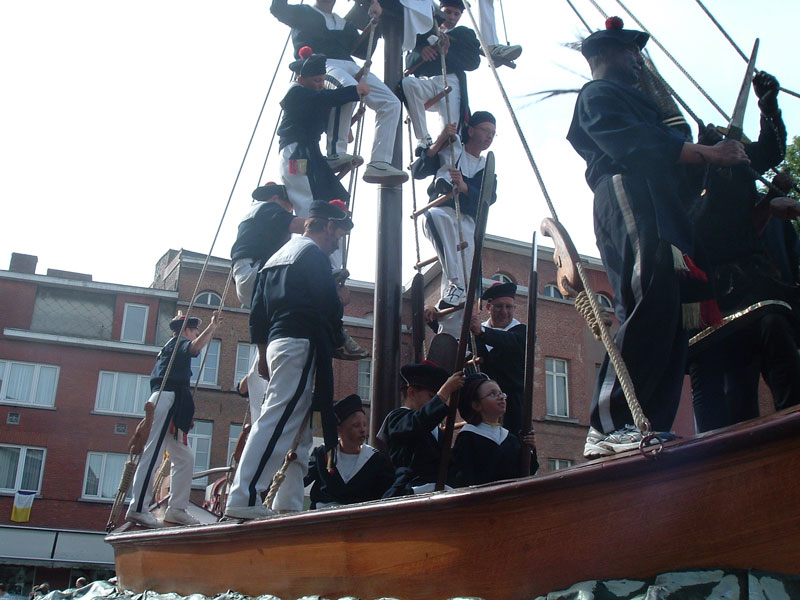
El carro Barca de los pescadores napolitanos.

En el siglo XIX, muchos grupos de la procesión recuerdan la tradición de los carnavales y las cabalgatas. Se encuentra el rastro, durante unos quince años, de un carro de los chinos: una pagoda ocupada por un emperador rodeado por un coro de mandarines. Un carro de los escoceses que representaba una cueva con un rey y una reina. La carroza india que duró diez años. Cuarenta ciudadanos de Ath con cabezas ennegrecidas, con un anillo en la nariz equipados con arcos y flechas. De hecho, son una mezcla de africanos, indios americanos e indios. Los beduinos y los griegos también son estuvieron representados. De este exotismo de pacotilla únicamente quedan hoy en día el personaje «Sauvage» de la barca de los pescadores napolitanos.

## Determinación de la fecha
La Ducasse d'Ath abre oficialmente el día antes del cuarto domingo de agosto y cierra el 8 de septiembre.
La primera mención de la fecha de la Ducasse se encuentra en la Description de la Ville d'Ath publicada en 1610 por Jean Zuallart: la procesión tiene lugar «cada año el domingo más cercano al encuentro de san Juan Bautista». El origen de la Ducasse de Ath es una procesión de dedicación, es decir, la conmemoración del santo patrón de la parroquia. La fiesta de san Julián se celebra el 28 de agosto. En el repertorio de las reliquias de Hainuyère publicado por P. Brasseur en 1658, se puede leer:

La iglesia parroquial de San Julián mártir, patrono de esta ciudad —que se celebra el 28 de agosto según el martirologio romano— fue transferida en 1393 de la Vieux-Ath a la ciudad nueva; todos los años la solemne dedicación de esta iglesia y de la ciudad se celebra el domingo más cercano a la fiesta de san Juan Bautista, que suele ser el cuatro del mismo mes de agosto.

Por otra parte, una canción del siglo XV, relata la consagración de la nueva iglesia de san Julián el 4 de julio de 1415:

El domingo, es mi consejo.

Antes de la separación 

De san Juan, insistir

en continuar siempre.

Designado así, el domingo antes del 29 de agosto se refiere al domingo anterior, no al domingo más cercano. En este caso, siempre es el cuarto domingo de agosto.
El 8 de septiembre, último día de la Ducasse, es el día de la Natividad de Nuestra Señora, cuya imagen, llevada por los concejales, preceden al magistrado en la antigua procesión.

## Calendario
El calendario oficial está fijado por la administración municipal, de acuerdo con la tradición.

### Primeros preparativos
Quince días antes de la procesión, los trabajadores comunales proceden a desempolvar y limpiar los carros. Se hacen algunas alteraciones. El caballo de Bayard se destapa. Los trajes de los extras se ajustan y modifican en la Academia de Música. La última semana, los grupos de los Blues, los Alabarderos y los Hombres de Armas ensayan sus evoluciones. Los retocadores comienzan su trabajo. David se entrena para golpear a Goliat. La ciudad se limpia y el recinto ferial se instala en la Grand-Place y en el muelle de Saint-Jacques. Los comerciantes decoran sus aparadores con temas apropiados y los habitantes, en general, decoran sus casas con los colores de la ciudad.

### Viernes

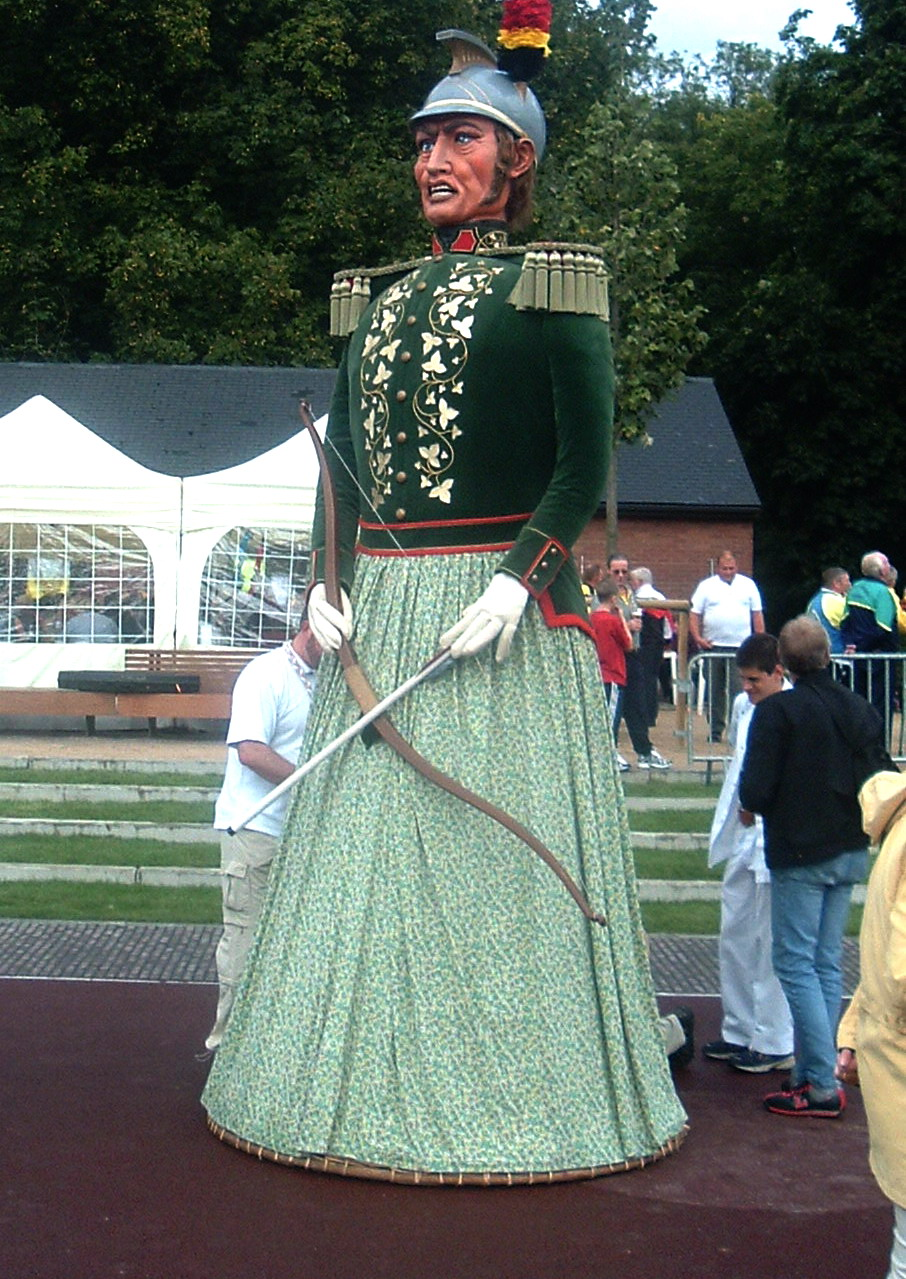
Tirant el Viejo.

Alrededor de las 15 horas, Tirant el Viejo, asiste al torneo de tiro con arco en un poste vertical organizado en la Explanada por los arqueros de la Royal Society St-Nicolas de Irchonwelz: el Grand-Prix du Mayeur. El gigante luego deambula por las calles del centro de la ciudad y baila con el sonido de una pequeña banda de música formada para la ocasión.
En cada familia se prepara el tradicional «pastel de masteilles» que se degusta al día siguiente al final de la tarde.
A partir de las 22 horas, tiene lugar el «brûlage des marronnes» de Gouyasse. Según la tradición popular, el día antes de su boda el novio quema sus pantalones —(marronnes en dialecto Picard)— rellenos de paja y petardos. Es lo que comúnmente se conoce como «despedida de soltero», a menudo seguida de una salida bien «regada» entre chicos.

### Sábado
El mediodía marca el comienzo oficial de la ducasse. Algunos jóvenes de la ciudad, se reúnen para hacer sonar a Julienne, la «gran campana», de la iglesia de Saint-Julien.

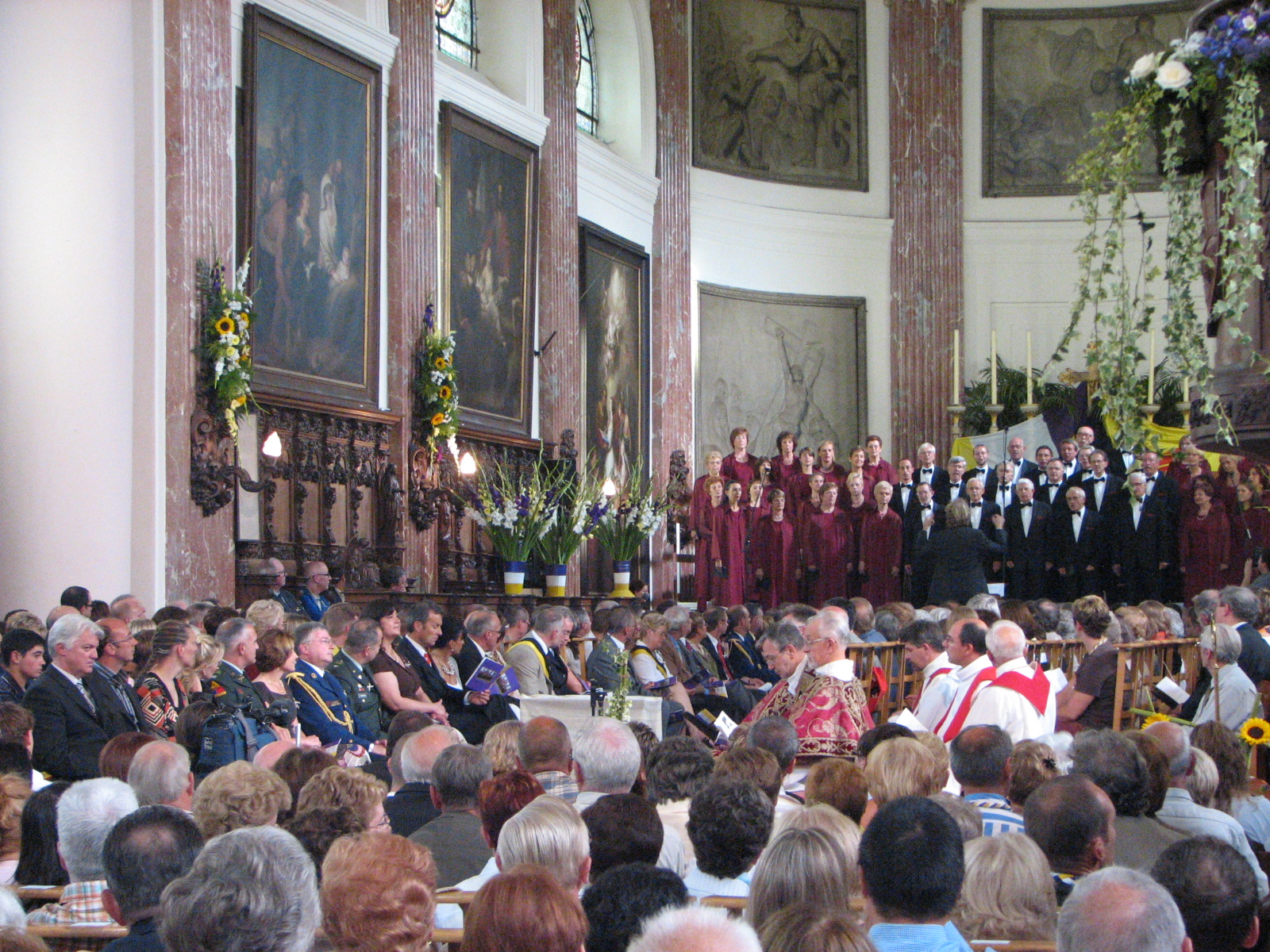
Durante las Vísperas Gouyasse 2007.

A las 15 horas, al son de las melodías procesionales, precedidas por el grupo de Blues, Goliat y su futura esposa se dirigen hacia el Pont du Gadre donde bailarán por primera vez, en la multitud cantando, el tradicional Grand Gouyasse. Luego toman sus lugares frente a la iglesia donde se lleva a cabo la Vêpres Gouyasse. El decano de la parroquia da la bienvenida a las autoridades municipales, sus invitados, personalidades locales y una gran audiencia, que han venido a asistir a la ceremonia. Esto es solemnizado por el coro ateniense Rencontre, o un coro amistoso. El dialecto local se honra leyendo un texto en picardo, mientras se escenifica humorísticamente aspectos de la ducasse y eventos actuales. Luego, la procesión se dirige nuevamente hacia la Grand Place con el sonido de aires salvajes con fuertes abrazos de los recién casados.
Alrededor de las 17 horas, frente al Ayuntamiento, todos están conteniendo la respiración. documentado en Ath desde el 1487, el juego del combate se representa durante la procesión de finales de agosto en honor a San Julián. Hoy en día, Ath puede estar orgullosa de ser probablemente la única ciudad europea donde un misterio bíblico medieval continúa siendo escenificado desde el siglo XV. El juego consiste en dos elementos: un diálogo y una batalla. Durante la pelea, el niño que hace del pastor David debe lanzar una pelota a la mirada de Goliat. El fracaso del pastor no es un signo de mal augurio para la ciudad pero, si sale victorioso, el público puede asistir a un baile adicional Grand Gouyasse. En 2016, David derribó a Goliat después de haber fallado en 2015.
En el patois local, el diálogo entre Goliat —a través de la voz de un portador— y David se llama bonimée —en francés, el boniment)—. De generación en generación, se ha transmitido de boca en boca de portador a portador. Como resultado, algunos pasajes se han vuelto casi incomprensibles. Fue publicado por primera vez por Emmanuel Fourdin en 1869. En 2004, el texto del bonimée fue objeto de un estudio, que demuestra que su origen es probablemente la historia de la batalla de David y Goliat contada por Guillaume de Salluste du Bartas (1544-1590) en la Seconde Semaine (Les Trophées) (1584).
A las 8 de la tarde, comienza en la Grand Place el concierto de la Royal Union Band de St. Martin, cuya segunda parte será interrumpida por el paso del grupo del Cañón del Mont Sarah, que salen a la luz de las antorchas por la ciudad. Anne-Marie Leroy arengó a la multitud en el dialecto local. La banda de música acompaña la melodía de La Muette de Portici. El concierto termina con una antología de melodías y canciones de la Ducasse.

### Domingo
Desde 1981, en la madrugada, alrededor de las 7 horas, algunos miembros del grupo musical de los bomberos de Ath despiertan a la población al sonido de los tambores. Este momento se llama: Gare al tarte. Un poco más tarde, los Braves de la Dendre van a buscar el «Sauvage» del barco de los pescadores napolitanos a su casa, y la Compagnie des Bleus se desplaza a la casa de su comandante antes de llegar a la estación donde se forma la procesión de la mañana.
A las 9.45 horas, la gran campana de la iglesia de San Julián suena para marcar el comienzo de la procesión —esta tradición que se remonta a 1970— que comienza en la estación de Ath y sigue un recorrido bien definido que termina en la Explanada. Por la tarde, alrededor de las 15 horas, la procesión comienza de nuevo en la dirección opuesta. Al final, una ferviente multitud acompaña a los gigantes al cobertizo comunal. Se rinde entonces un homenaje a los bomberos víctimas de la catástrofe de Ghislenghien. Cada cinco años desde 1981, un rondeau (danza tradicional) reúne a todos los gigantes en la plaza Ernest Cambier.

### Lunes
Durante todo el día, los gigantes caminan individualmente, acompañados por un tambor, por diferentes partes de la ciudad para recibir el agradecimiento de la gente de Ath, con una reunión a las 15 horas en la casa de reposo y el hospital como punto culminante. Por la tarde, el programa de la Explanada incluye varias actividades, entre ellas una competición de tiro con arco. La banda de música de Moulbaix desfila en la llanura antes de un festival de globos aerostáticos.
Por primera vez, el Caballo Bayard también saldrá el lunes con los otros gigantes.

### Desde el «Lunes de la Ducasse» hasta el «8 de septiembre»
Los viernes, un mercado nocturno reúne a los comerciantes locales y de otros lugares en el centro de la ciudad.
El sábado y el domingo siguiente a la ducasse, en el teatro le Palace, la compañía de los Matelots de la Dendre, —activos en Atenas desde 1853— presenta su tradicional gala de opereta. En 2013, interpretaron Valses de Vienne, una gran opereta con música de Johann Strauss padre e hijo.
El 8 de septiembre —en Ath se dice "le 8 de setembre" y no se pronuncia la p— es el último día de la ducasse. A las 14,30 horas, se celebra el Gran Premio de la Ciudad de Ath de pelota. Pero lo más destacado es la tradicional cena de mejillones. El día y las festividades terminan con un concierto de la banda de música L'Union de Lorette, que interpreta un final Grand Gouyasse antes de que estallen los fuegos artificiales de cierre.

## Orden de la comitiva

### Edad Media
Según Fourdin, las hermandades lideran la marcha, acompañadas por sus valets, antorchas y carruajes. La Cofradía de Saint-Eloi —la más antigua— era la primera, seguida por los niños de la escuela dominical y los huérfanos. —Hay que señalar que ésta únicamente se organizó en 1584 según Dewert, en 1586 según Bertrand.—. Luego venían todos los demás gremios —el autor retoma en su enumeración, señalando el hecho, todos los que existieron hacia 1650—, los hermanos que realizaron la Peregrinación a Santiago de Compostela o Loreto, los padres capuchinos y recoletos, las asociaciones piadosas, el colegio, representado por los primeros de cada clase, los regidores precedidos por los portadores de antorchas, el alcalde y su pueblo. El clero de las dos parroquias cerró el desfile. En cuanto a las historias y los personajes, se intercalan entre los distintos oficios.

### Bajo el antiguo régimen
R. Meurant, gran especialista en gigantes procesionales, descubrió, insertado en el programa de 1807, un manuscrito anónimo sin fecha, más o menos del siglo XVIII o principios del XIX, que contiene el orden de la procesión en una fecha indeterminada pero que él cree que está entre 1715 y 1743.
Los huérfanos y las pequeñas escuelas son los precursores del corps de métiez avec leurs reliques («cuerpo de maestros con sus reliquias»): san Eligio, los orfebres con un carro de triunfo; san José, los carpinteros con san José y la Virgen en un burro; san Auberto, los panaderos con un cisne; san Juan Bautista, los carniceros con san Juan Bautista y su cordero; san Mauro, los sastres con un águila; san Andrés, los pescadores con un tritón; san Miguel, hermandad con un carro de triunfo. A continuación vienen todos los tiradores de arco ; san Roque, la hermandad de ballesteros; los canónigos con un Sansón; los estudiantes; Goliat y su esposa; el carro de la ciudad con el ayuntamiento; varias imágenes de la santa Virgen María acompañada por los padres capuchinos y sus cosechadores; el clero de las dos parroquias; el gobernador de la ciudad. El primer carro mencionado allí debió ser el de la Iglesia triunfante, en cuya cima santa Cecilia estaría entronizada rodeada de jovencitas cantando las alabanzas del Eterno, y la hermandad de san Eloi o Eligio lo mantuvo. La composición del segundo —el de la hermandad de San Miguel— en su reconstrucción de principios del siglo XIX hace pensar que desciende del éclide medieval —pequeño carro—. Por último, el carro de la ciudad, construido en 1715, está decorado con plumas, crespones y otros atributos dorados. El Emperador lo ocupa, llevando un manto forrado de armiño y niños encaramados en lo alto. En cuanto a los grupos, la Huida a Egipto es la figuración medieval. San Juan Bautista está acompañado por un cordero.
Por otro lado, ¿son el Cisne de los panaderos, el Águila de los sastres, el Tritón de los pescadores las «nuevas piezas» que, en 1715, el Consejo pidió a las cofradías que crearan? Nadie lo sabe, excepto por su presencia, atestiguada por un único documento. Destacamos la presencia del Tirant de los arqueros, los hermanos de San Sebastián vestidos de escarlata y el Sansón de los artilleros de Santa Margarita, con uniforme completamente azul, de cara roja, trenzado con plata, que disparan salvas durante la procesión. En cuanto a Goliat y su esposa, la estructura está, como hoy en día, compuesta por un cono truncado coronado por un corpiño —ambos de mimbre— y llevado por medio de espalderas, berteilles y correas. Todos los años, se les monta y viste, después de haber «lavado, compuesto y pulido», sus vestidos de algodón y haber limpiado las «cestas» de mimbre. No se sabe nada de sus accesorios, su peso, su tamaño. Una indicación, sin embargo: en 1753, Goliat tenía un único porteador.

### Época contemporánea
Ver, por ejemplo la ordenanza de la comitiva en 1820:
La procesión de 1919 fue bastante excepcional. Participaron más de 1500 personas:
Desde los años 1930, le comitiva tomó su fisonomía actual.

### Comitiva actual

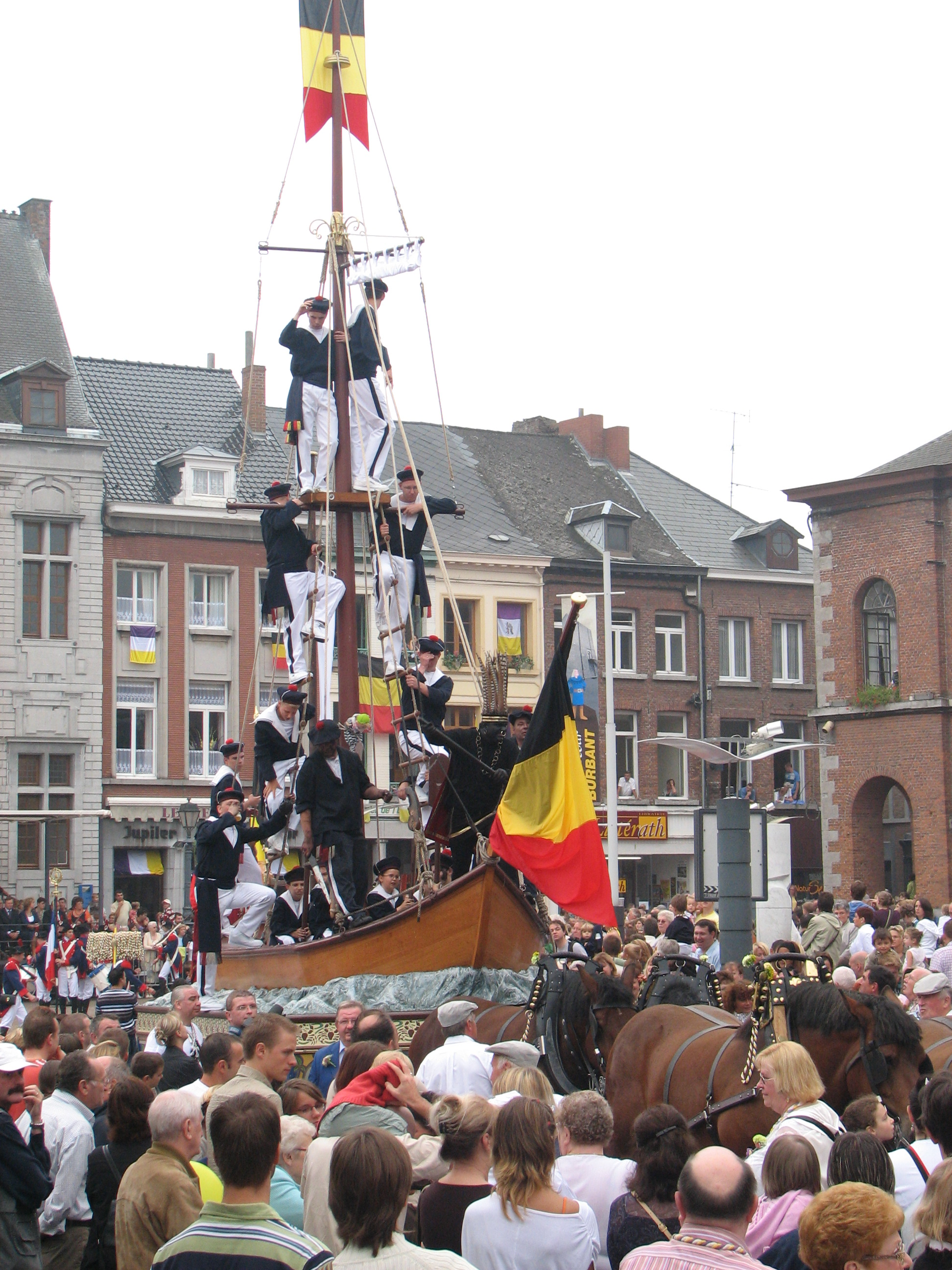
La Barca de los pescadores napolitanos.

La actual procesión sigue un orden inmutable, establecido por la tradición.
Los bomberos voluntarios —presentes en la procesión desde 1885— encabezan el desfile. Su popularidad aumentó después de la explosión de gas de Ghislenghien. El Águila bicéfala sigue, acompañado por la fanfarria de obispo Meslin.
El Barco de los pescadores Napolitanos es una carroza de fantasía creada por la sociedad coral Les Matelots de la Dendre. Desfiló en la procesión de 1853 y de 1862 antes de volver a ser tomado en 1865 por la sociedad de los Pescadores napolitanos y luego por los Bravos de la Dendre. El personaje «Sauvage» ha estado presente desde 1873 por lo menos. El san Cristóbal de Flobecq, montado sobre zancos, está atestiguado desde 1462.
Les Bleus, una compañía de arqueros artilleros, han participado en la procesión desde el siglo XV, mucho antes de la aparición del gigante Sansón, al que escoltaban. De hecho, esta última, acompañada por la Unión Real de Fans de Santa Cécile de Moulbaix, no fue creada hasta 1679. Luego viene el grupo del Cañón del Mont Sarah, que evoca la Revolución Belga de 1830. Muestra el episodio en que los patriotas de Ath, arengados por la encajera Anne-Marie Leroy, tomaron el cañón de los ejercicios de tiro, de la antigua hermandad de artilleros y lo llevaron a Bruselas.

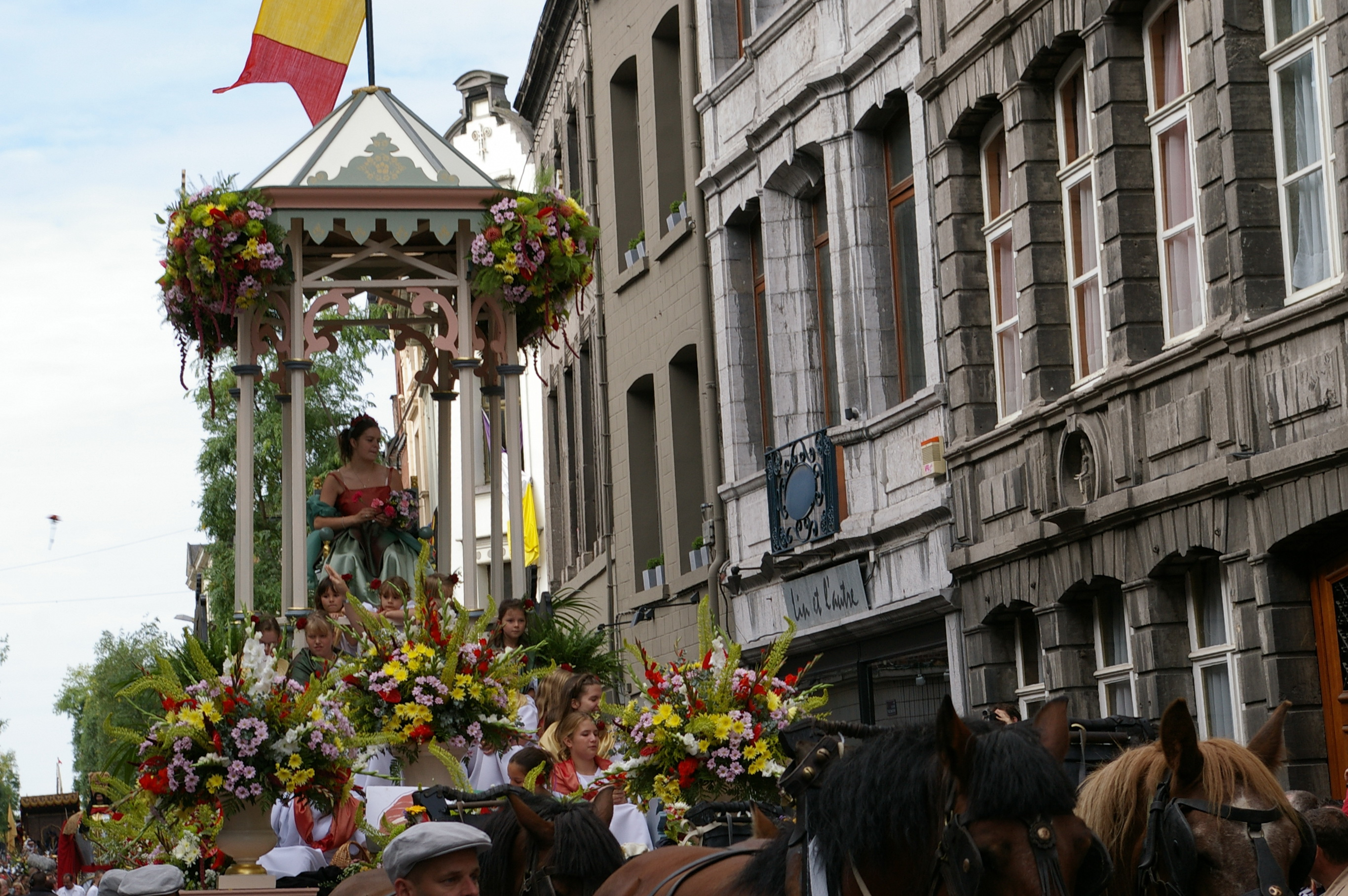
El carro de la horticultura en 2008.

En la carro de la horticultura, la diosa Cloris se encuentra entronizada bajo un dosel de estilo 1900 sobre un lecho de flores y ninfas. Esta carroza decorativa fue creada en 1850 bajo el nombre de Chariot des Jeunes Filles. Dedicada a Venus en 1851, se convirtió más tarde en la carroza de Cloris (1860) y luego en la carroza de la Horticultura (1876). Luego vino Ambiórix, el gigante de los arqueros, que está atestiguado desde el siglo XVIII, bajo el nombre de Tirant. En 1850, se metamorfoseó en Ambiórix para evocar la historia local y nacional mientras conservaba su arco y flechas. La fanfarria de música de Irchonwelz lo hizo bailar.
Los alabarderos están cruzando esta parte de la procesión en sus maniobras. En efecto, escoltan la carroza de los Estados Provinciales, que formaba parte de la procesión organizada en Bruselas con motivo del 50.º aniversario de los ferrocarriles, bajo el nombre de carroza de la Música de los Comerciantes de la Liga Hanseática. Comprado por la ciudad de Ath en 1885, se transformó en un carro de los Estados Provinciales como recordatorio de que esta asamblea del condado de Henao se reunió en Ath en 1572. El carro de la navegación, que apareció en 1885 en la misma procesión que el anterior, evoca una barcaza que aseguró la conexión entre Brujas y Gante en el siglo XVI.
Mlle. Victoire fue creada en 1793 para celebrar la victoria de los austriacos sobre los franceses. Destruida en 1794, fue recreada en 1860. Simboliza la ciudad de Ath, cuyos colores son púrpura, blanco y amarillo. Es la fanfarria de Loreto la que la hace bailar.

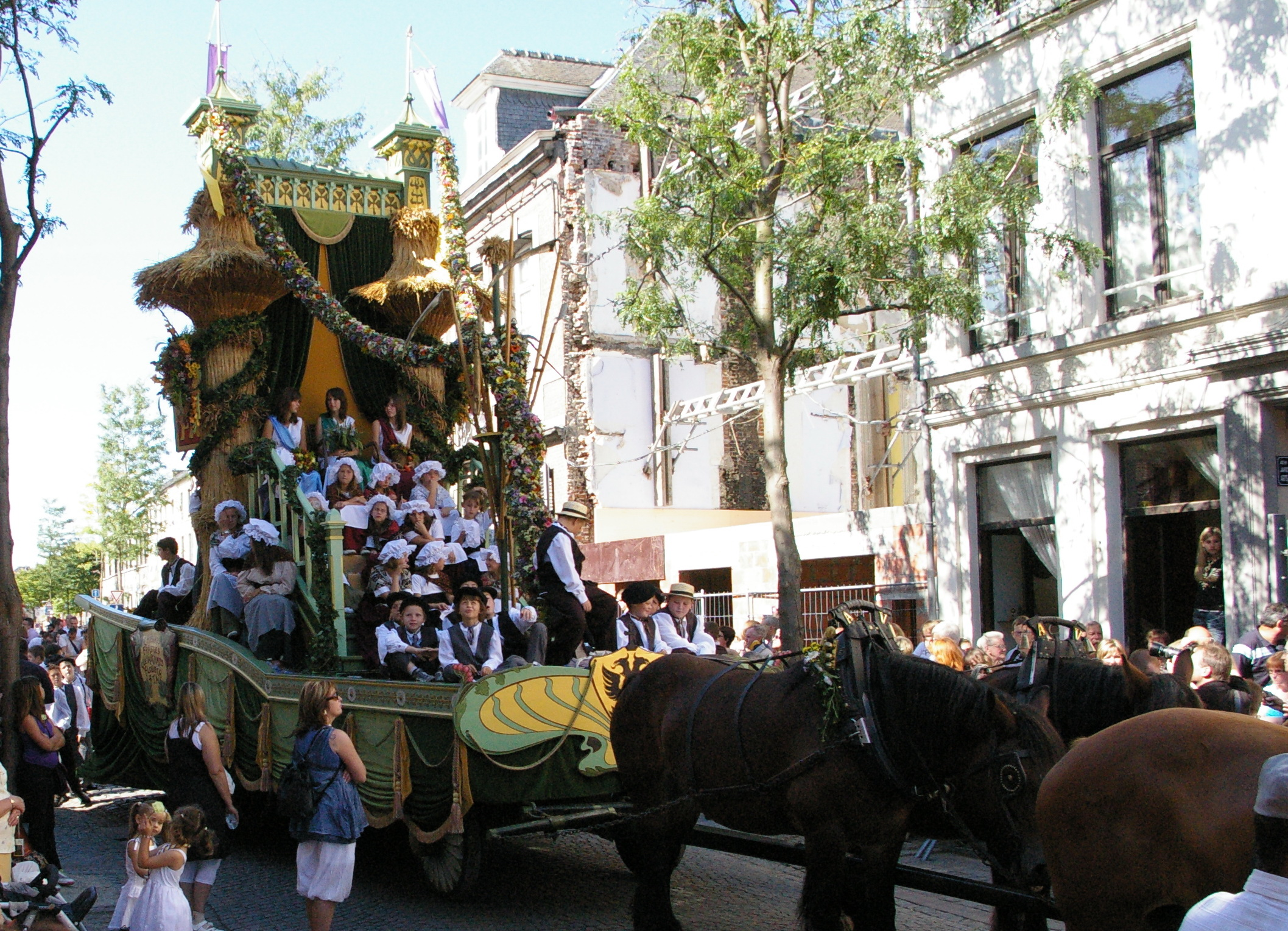
El carro de la agricultura en 2009.

En el carro de la agricultura, la diosa Ceres, rodeada de campesinos, está sentada entre gavillas de trigo e implementos agrícolas en una decoración inspirada en la época de 1900. Tal como está, el carro se remonta a 1905. Luego reemplazó al carro de los cosechadores que ya existía en 1860 pero que había desaparecido a finales del siglo XIX. El carro es escoltado por un grupo de campesinos. Los hombres de armas del siglo XVI, como los alabarderos, circulan en la procesión y no se quedan en un lugar específico. En principio, acompañan al carro de Alberto e Isabel, que se introdujo en la procesión en 1906 después de haber participado en la procesión del 75.º aniversario de la Independencia en Bruselas el año anterior. Le recuerda al pueblo de Ath el reinado de los archiduques Alberto de Austria e Isabel Clara Eugenia de Austria. Es a ellos a quienes debemos la construcción del Ayuntamiento ya en 1614.

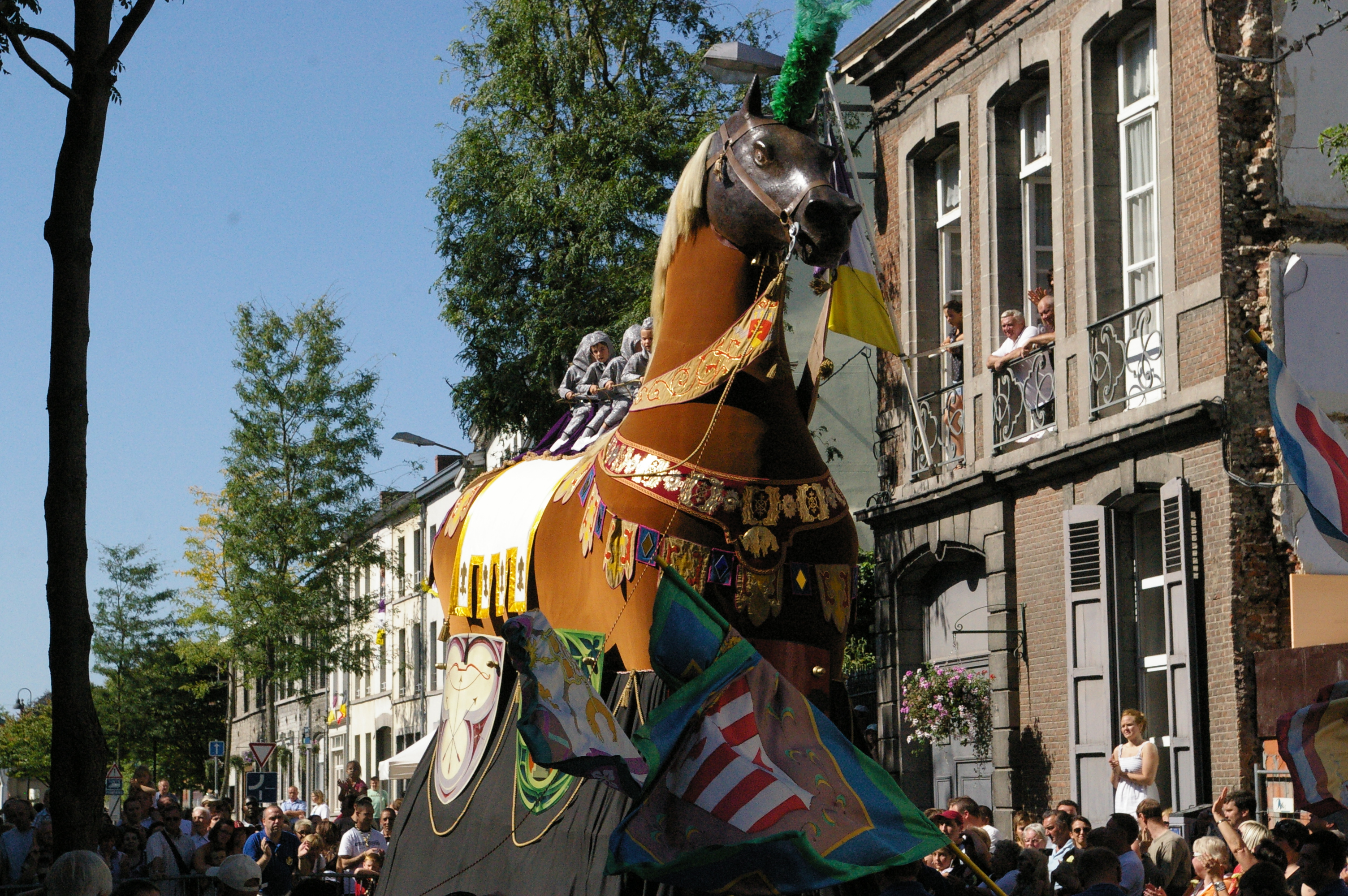
El caballo Bayard de Ath en 2009.

La Alianza Real de Ath está haciendo bailar al caballo Bayard. Introducido en la procesión en 1462, desapareció durante el primer cuarto del siglo XVI. El caballo, montado por Los cuatro hijos de Aymón, fue recreado por el escultor y arqueólogo René Sansen y reintroducido en la procesión en 1948, gracias a una sociedad local de gimnasia. Dieciséis porteadores lo hacen bailar al son de la banda de música de los Huissignies.
Desde 1876 y hasta al menos 1885, un carro de Bélgica circuló en la procesión. El carro de las Nueve Provincias fue diseñado por el decorador bruselense Govaert en 1880. Una diosa, representando a Bélgica, está rodeada por nueve damas que llevan el escudo de armas de cada provincia del país. El grupo de cinco cantones incluye cinco jinetes que portan banderines con los nombres: Ath, Chièvres, Flobecq, Frasnes-lez-Anvaing y Beloeil —cantones del distrito de Ath—. El Grupo de 19 comunas se introdujo en 1997 —en el 20º aniversario de la fusión de las comunas—. Muestra el escudo de armas de la ciudad de Ath y los escudos de las otras 18 comunas de la entidad.

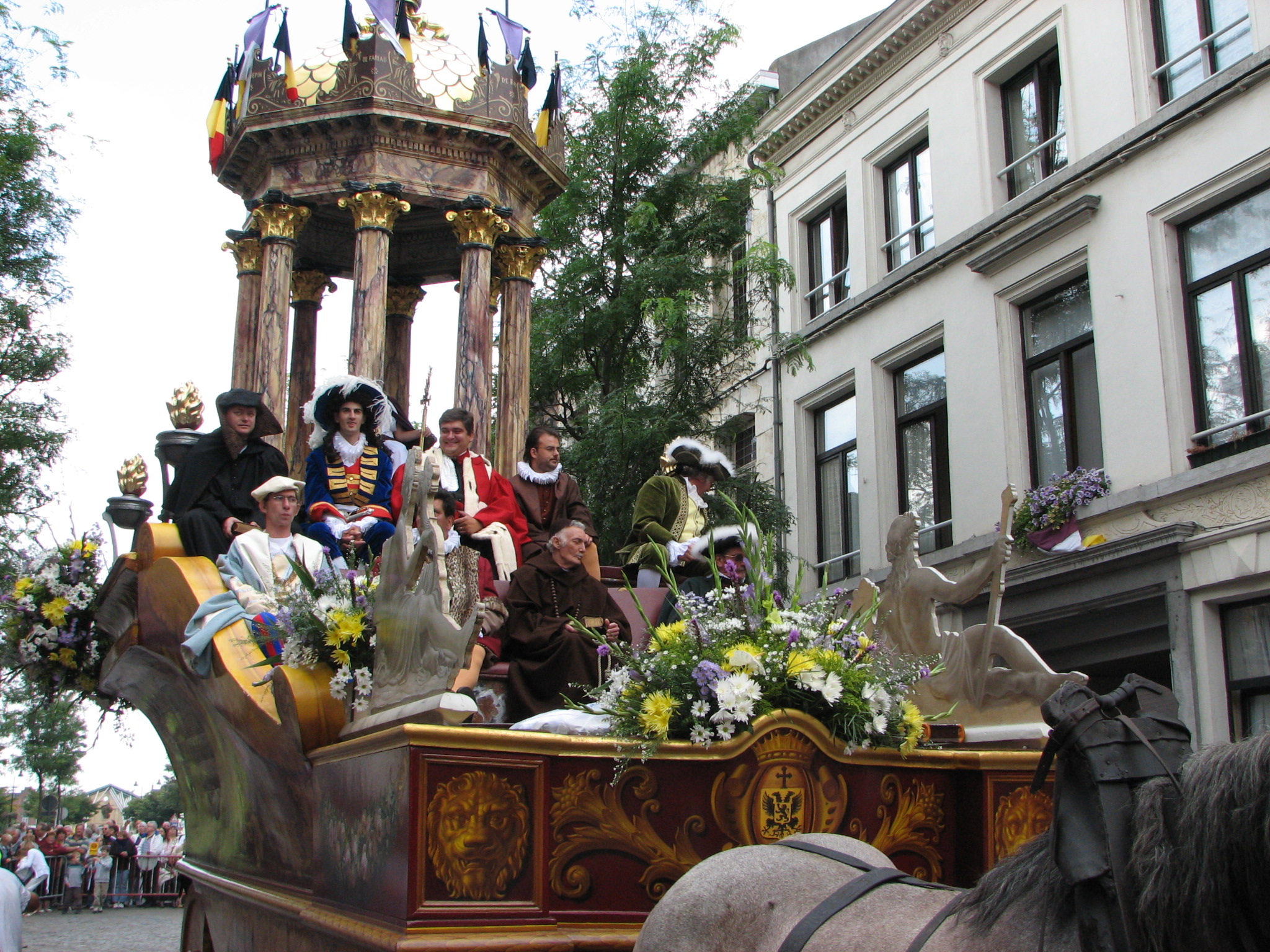
El carro de la ciudad de
Ath.

El carro de la ciudad de Ath, diseñado en 1850, es el sucesor del carro de la ciudad que había estado en la procesión desde 1715. La diosa de la ciudad se sienta en un único templo sobre las personalidades que han ilustrado la historia de la ciudad. Se compone así:
- Jean Taisnier (1508-v.1562), músico, astrólogo y matemático;
- Miguel Bayo (1513-1589), profesor de la Universidad de Lovaina, teólogo del Consejo de Trento  ;
- Justo Lipsio (1547-1603), famoso humanista, alumno del Colegio de Ath;
- Jean Zuallart (1541-1634), alcalde de Ath de 1584 a 1634, autor de una descripción de la ciudad, peregrino de Jerusalén;
- Juan III, barón de Trazegnies e (c. 1470-1550), castellano de Ath desde 1540 hasta 1550;
- Jacques de Fariaux (1627-1695), gobernador militar de Ath desde 1690 hasta 1695;
- Simon de Bauffe (1676-1738), ingeniero militar al servicio de Austria;
- Louis Hennepin (nacido en Ath en 1626), explorador del Mississippi. Él dejó una cuenta de sus viajes;
- Eugène Defacqz (1797-1871), miembro del Congreso Nacional y primer presidente de la Corte de Casación.

El Sr. y la Sra. Goliat bailan al son de una antigua melodía, probablemente de origen medieval, la Grand Gouyasse, en dos lugares muy concretos: el Puente del Molino y el Puente del Gâdre al son de la banda de música de Saint-Martin d'Ath. El pastor David los precede. La guardia de Goliat —Magnon, los Leafmen y los Caballos Diricq— es una especie de servicio burlesco. El ayuntamiento termina la procesión. Presentes en la procesión desde la Edad Media, los miembros del consejo municipal están en el carro de la Ciudad desde 1715. Los carruajes aparecieron en 1899.

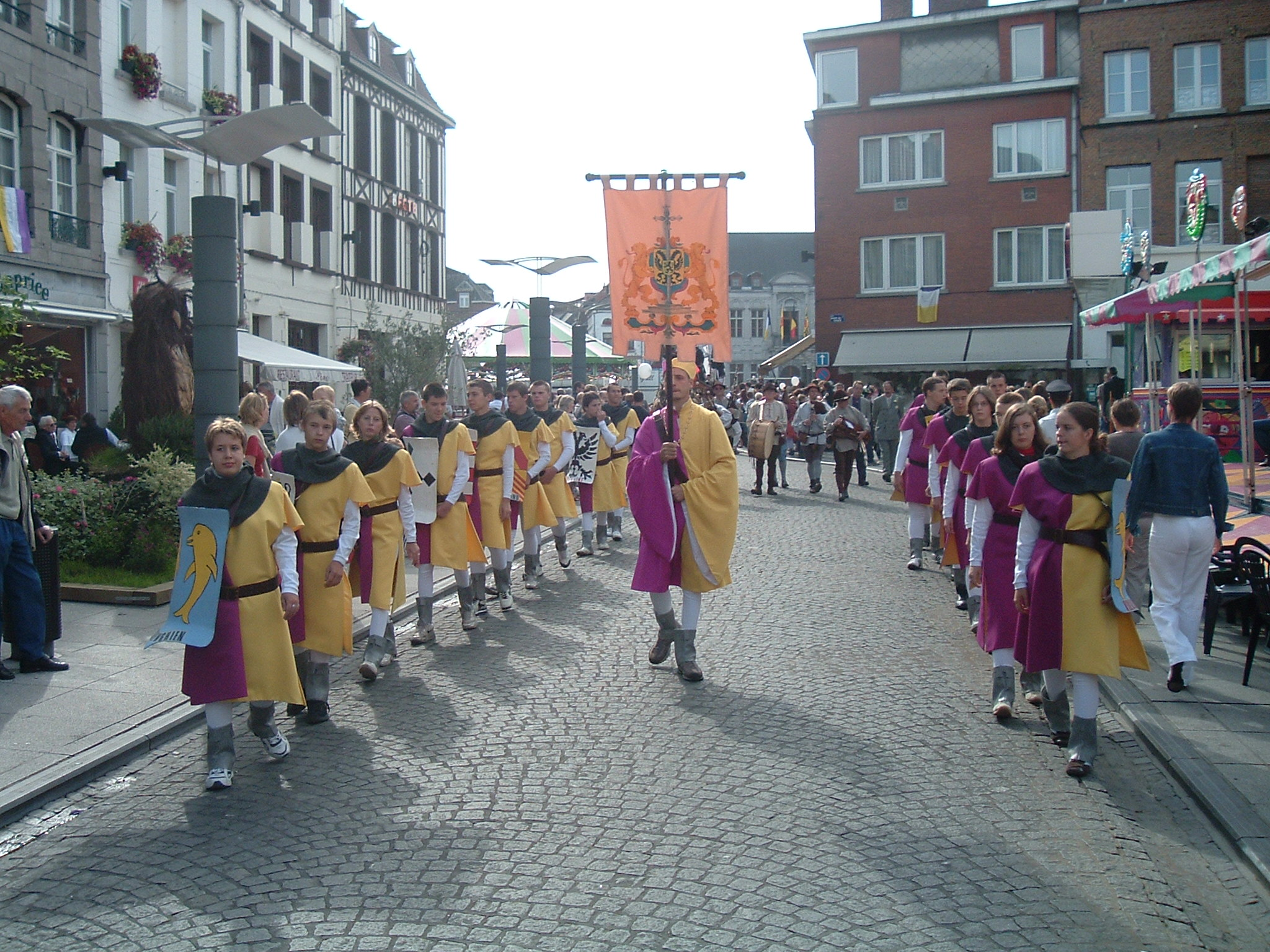
El grupo de 19 comunas.
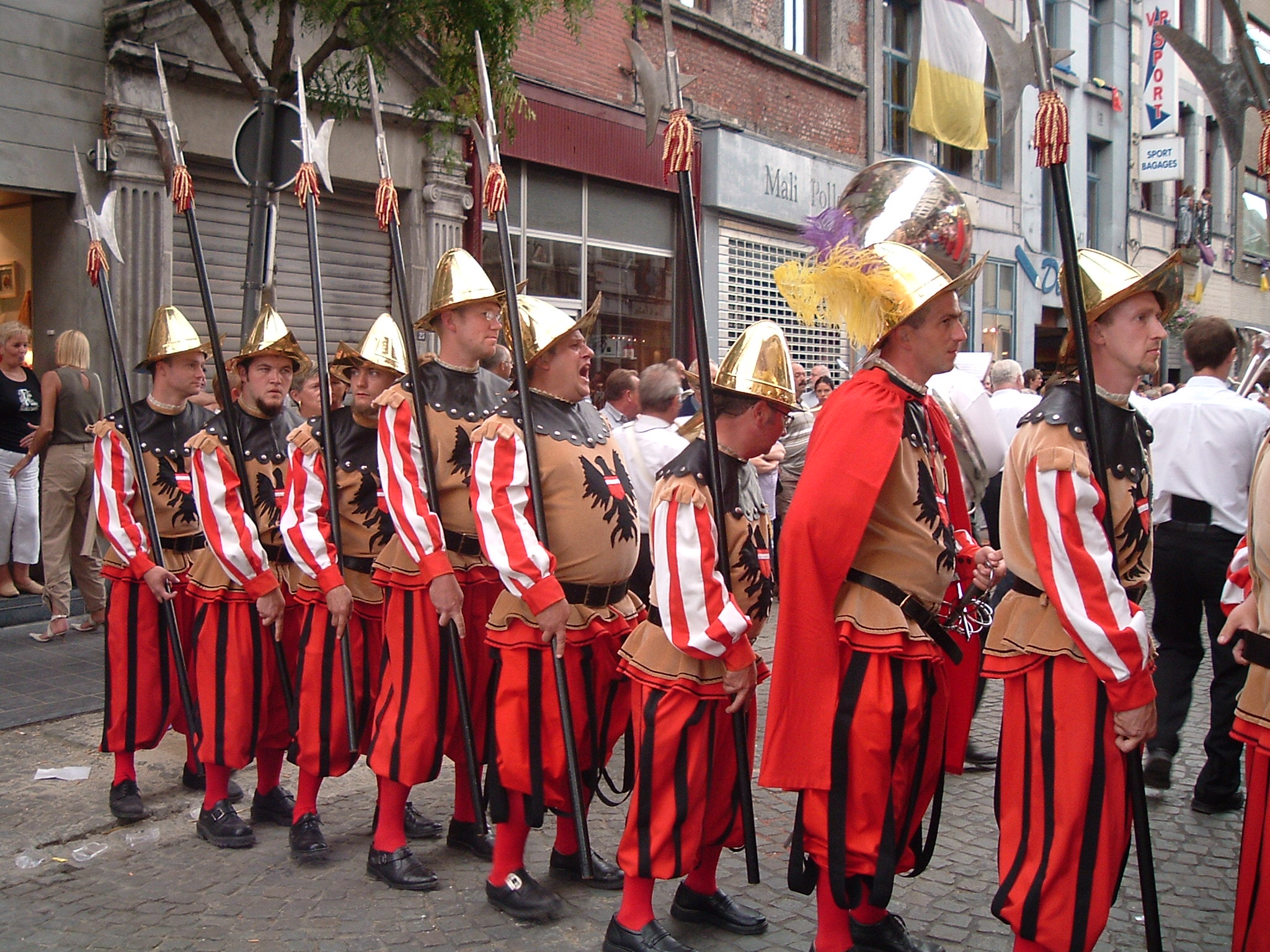
Los alabarderos.
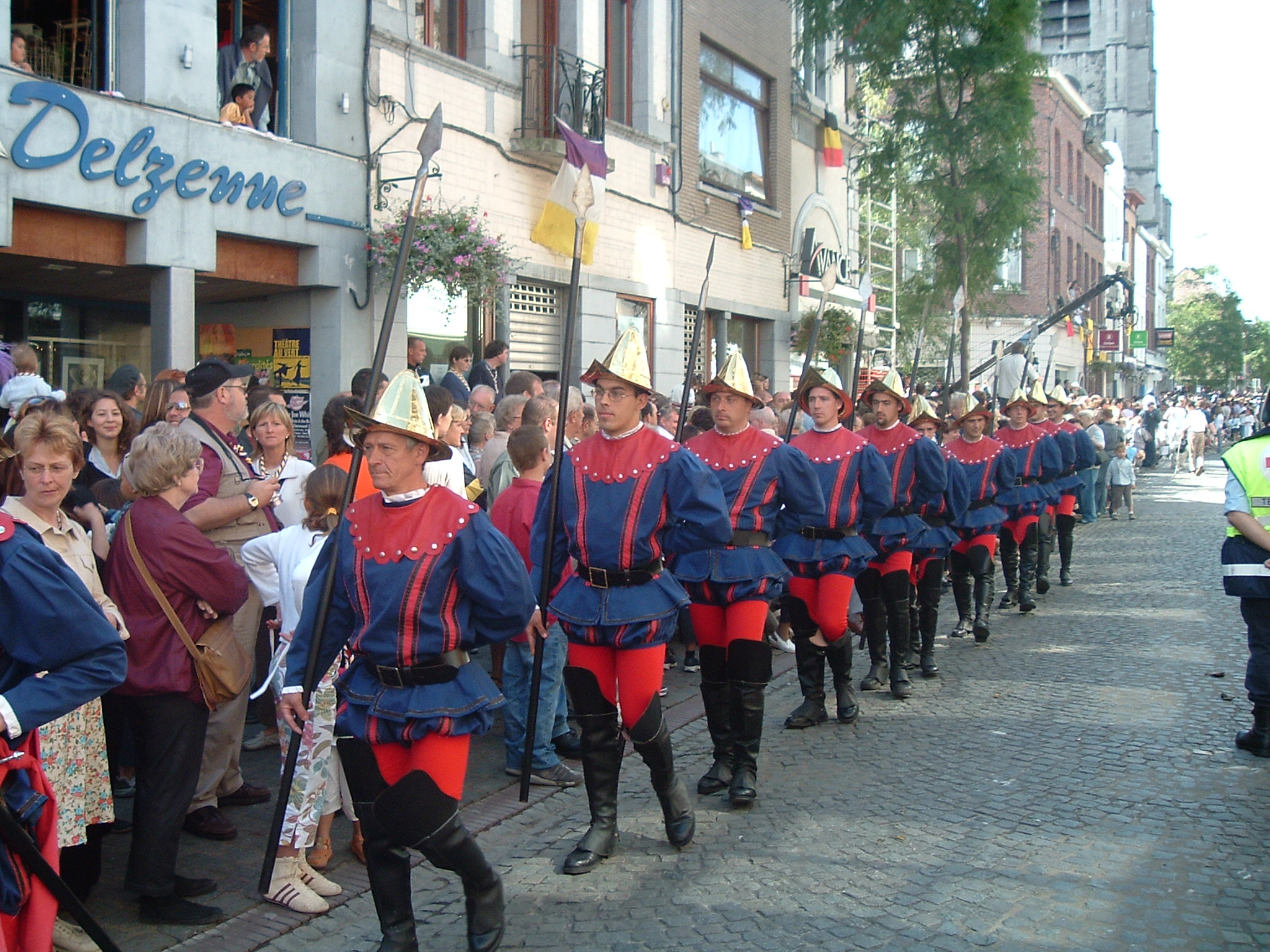
Los hombres de armas del siglo XVI.

## Los actores

### Los porteadores
Los 90 portadores son el alma de los gigantes. Ellos son los que los hacen bailar al son de las fanfarrias de música que los acompañan.

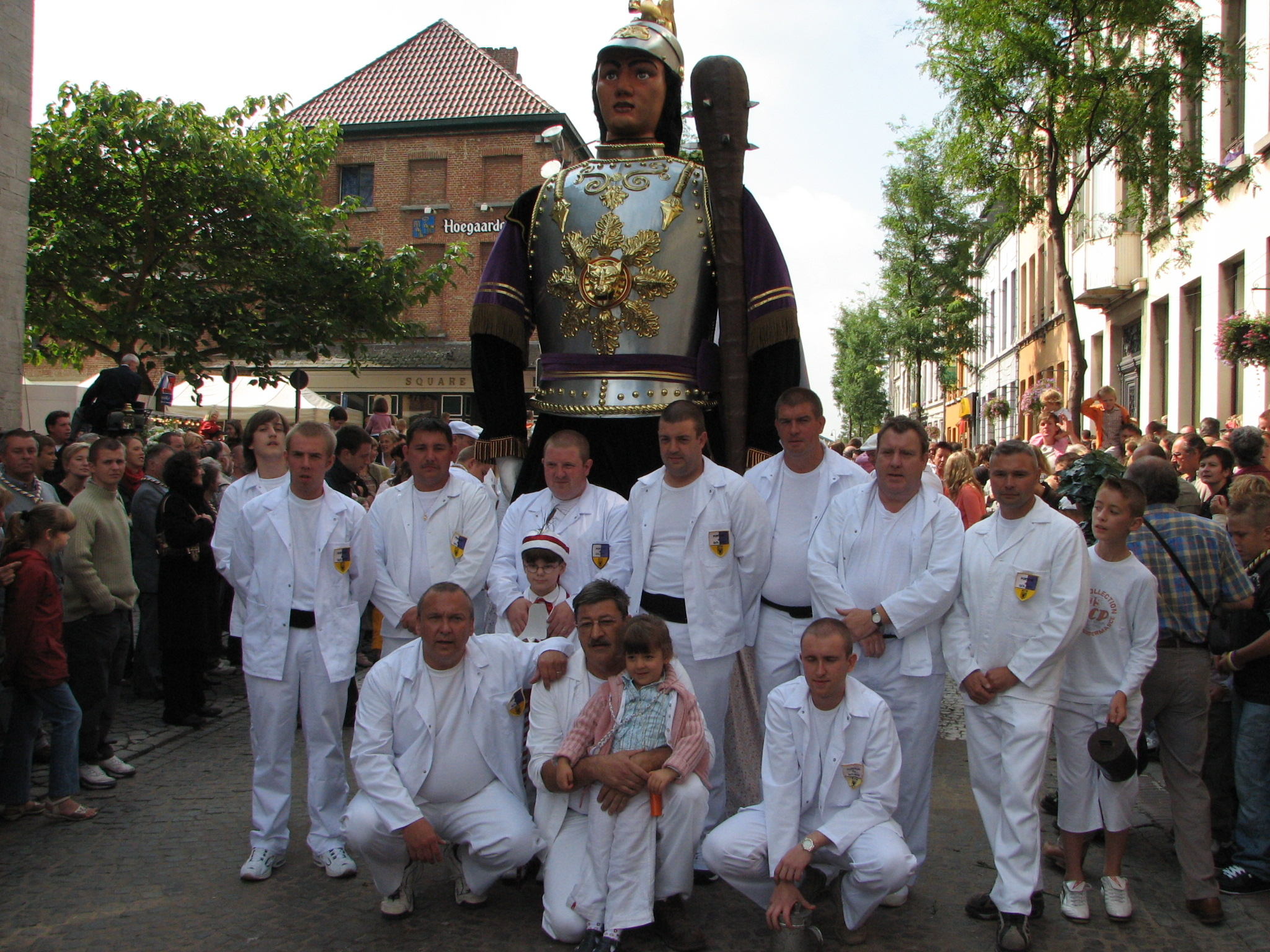
Los portadores de Goliat en 2006.

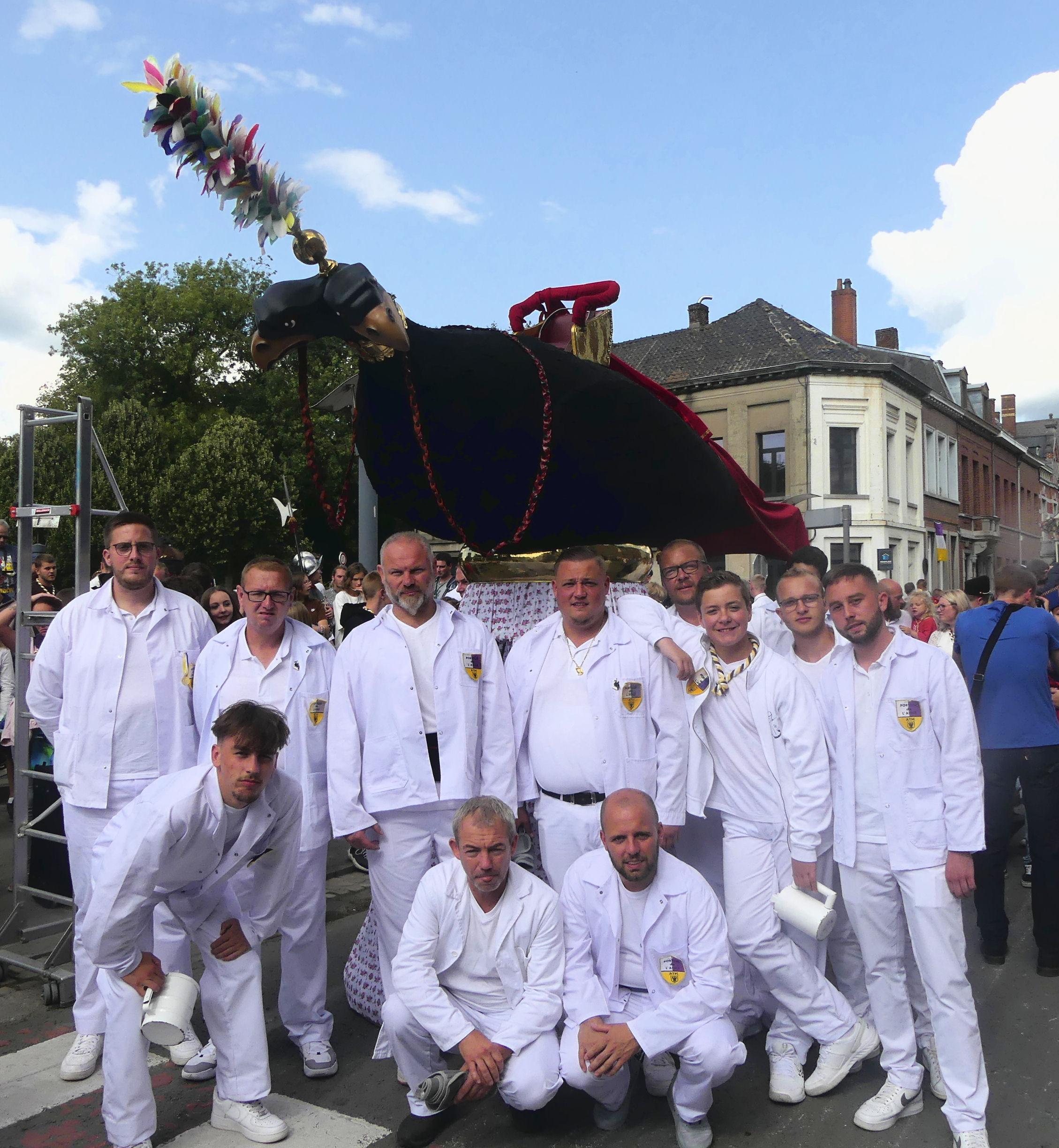
los portadores de "L'aigle" en 2023

Los primeros porteadores de gigantes fueron probablemente trabajadores del molino de Les Estaques, acostumbrados a trasladar pesados sacos de trigo. En el pasado, el estatus de porteador de gigante estaba reservado a las familias tradicionales, todavía muy presentes hoy en día. Pero la evolución de la procesión en la segunda mitad del siglo XX ha cambiado este hecho. De tres porteadores por gigante antes de 1934, había seis a finales de los años 60. Desde entonces, el movimiento se ha acelerado para formar grupos de unos diez hombres. El caballo Bayard (seiscientos kilos), por su parte, suma dos equipos de 16 porteadores que la animan. Originalmente, eran miembros de una sociedad local de gimnasia.
Gradualmente, los forasteros se integraron en los diferentes grupos. Antes de ser porteadores, los niños candidatos recogen las monedas lanzadas por los espectadores; cuando sean mayores, intentarán levantar el gigante y moverlo hacia delante el lunes de la Ducasse. El martes, todos dejan su figura y se reúnen para el «banquete del porteador» en diferentes restaurantes de la ciudad.

### El pastor David
El pequeño pastor David está emparentado con la familia de los porteadores del gigante Goliat. El sábado, después de las Vísperas, en la Gran Plaza, comienza la lucha contra Goliat recitando la bonimée; un porteador escondido en la cesta del gigante le da la respuesta. Al final del diálogo, David se enfrenta al gigante filisteo lanzando una pelota que debe terminar en la cesta a través del tragaluz permitiendo al porteador seguir adelante.

### La guardia de Goliat

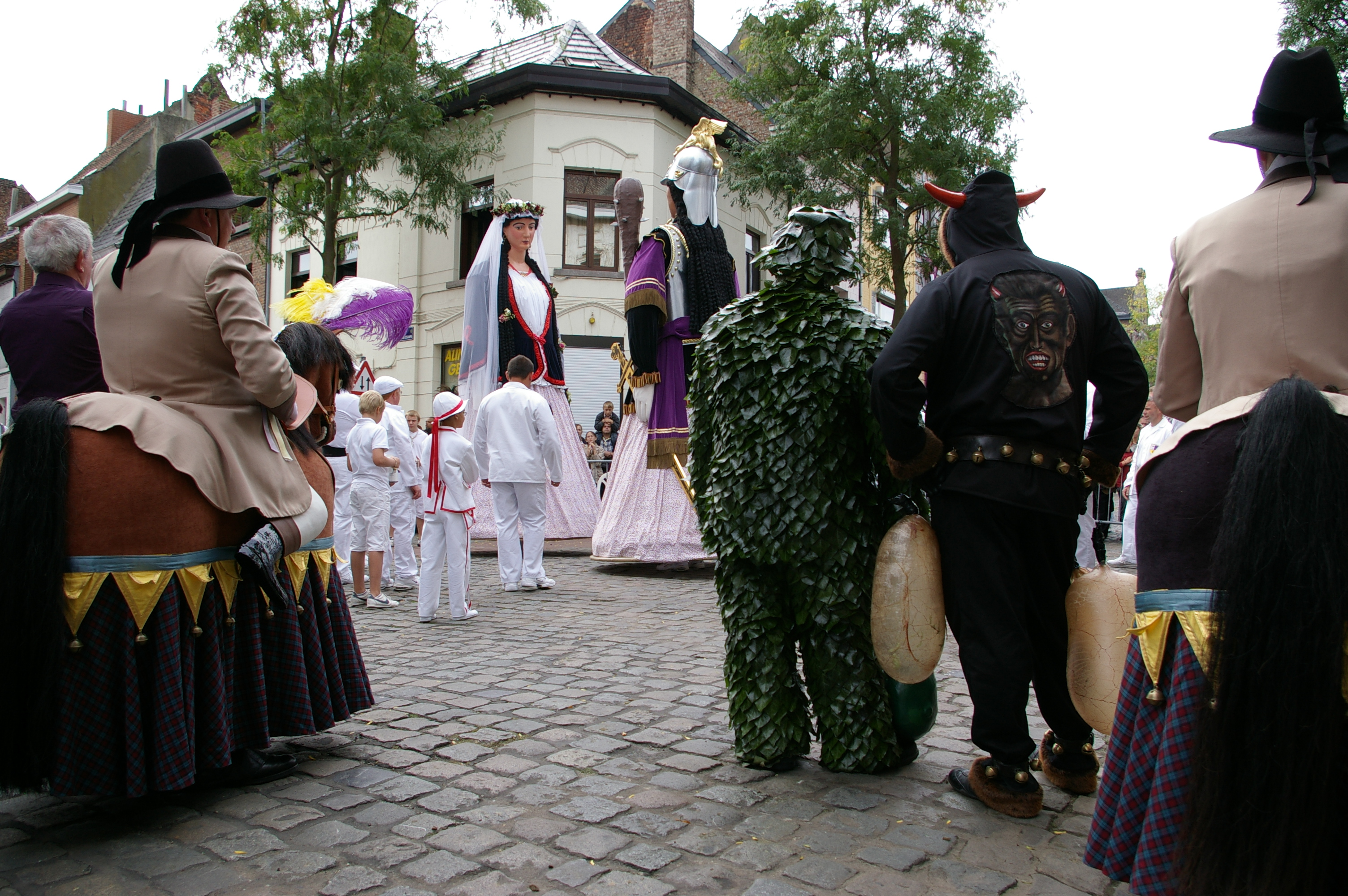
La guardia de Goliat.

Estos personajes son muy conocidos en el folclore europeo. En Ath, los demonios aparecen en las procesiones del Antiguo Régimen. Actúan como policías —abriendo el camino y manteniendo a los espectadores a distancia— o, más a menudo, intervienen en la cuadro del Infierno, en la dramatización de leyendas hagiográficas —San Miguel, Santa Gudula, San Antonio, San Medardo, etc.—, en un juego procesional —la lucha de San Jorge contra el dragón—. Todavía participan en el Lumeçon montois. Los hombres salvajes —hombres cubiertos de hojas— caminaban en algunas procesiones y jugaban un papel en los juegos de primavera. Todavía aparecen en la procesión y en el cuadro de San Evermare en Russon, siguen existiendo, en Mons, los aliados del dragón. Después de haber caracolado en procesiones figurativas, animado las fiestas de los pueblos y charivaris, las «enaguas de caballo» siguen desempeñando su papel de auxiliares en Mons y acosan al público en diversas procesiones, carnavalescas o no. Estos tres tipos de disfraces, que en algunas ciudades tienen la misión principal de proteger la marcha o el baile de figuras gigantescas, se encuentran en la Ducasse de Ath
Emmanuel Fourdin sitúa, sin pruebas, la aparición del diablo de Ath a principios del siglo XVII, al mismo tiempo que la de los caballos Diricq y los hombres salvajes. Sitúa su resurgimiento común a principios del siglo XIX. Sin embargo, el programa de 1809 al que se refiere no los incluye. El personaje ha sido apodado «Magnon» desde 1858, el apodo del extra de la época. El nombre se ha mantenido. Magnon está armado con una vejiga de cerdo que usa para hacer que la multitud se mueva hacia atrás cuando los gigantes pasan.
Al menos desde 1749, único año en que se registran en las cuentas municipales del siglo XVIII, dos hombres salvajes han servido «para ordenar la procesión». Parece seguro que existían antes. Estos hombres salvajes no eran todavía hombres de hojas en el siglo XVIII: en 1749, un sastre les hizo un traje de tela verde, pantalones y sombrero. El soporte es actualmente de overol. Este travestido es preparado por el hombre salvaje o por su esposa. Es un trabajo delicado, cada hoja se cose a mano, lo que requiere unas quince horas. Cuando tienen que hacer retroceder a la multitud, los hombres de hoja simplemente corren a lo largo de las aceras gritando, «¡Adelante! ¡Siguir circulando!», si se detienen, con el palo en alto, es raro que lo dejen caer sobre la cabeza de una persona recalcitrante. Esto contrasta con «Magnon», cuyos golpes sonoros no se pueden contar.
Los caballos de enaguas siguen siendo, excepto en 1790 ("chevaux postiches"), los nombrados caballos Diricq en los documentos municipales, baudets Dirick por Delcourt, baudets Diricq por Nachez. Diricq siendo un antiguo patronímico de Aht, probablemente obtuvo este nombre de su primer constructor o jinete. Un Michel Diricq reconstruyó el «carro de la Carmesse» en 1749, no se excluye que uno de los antepasados de este artesano hiciera, antes de 1713, el caballo que lleva su nombre. Los caballos Diricq desaparecieron de la procesión en 1850 pero volvieron en 1981, durante las festividades del 500 aniversario de Goliat.

### Los extras

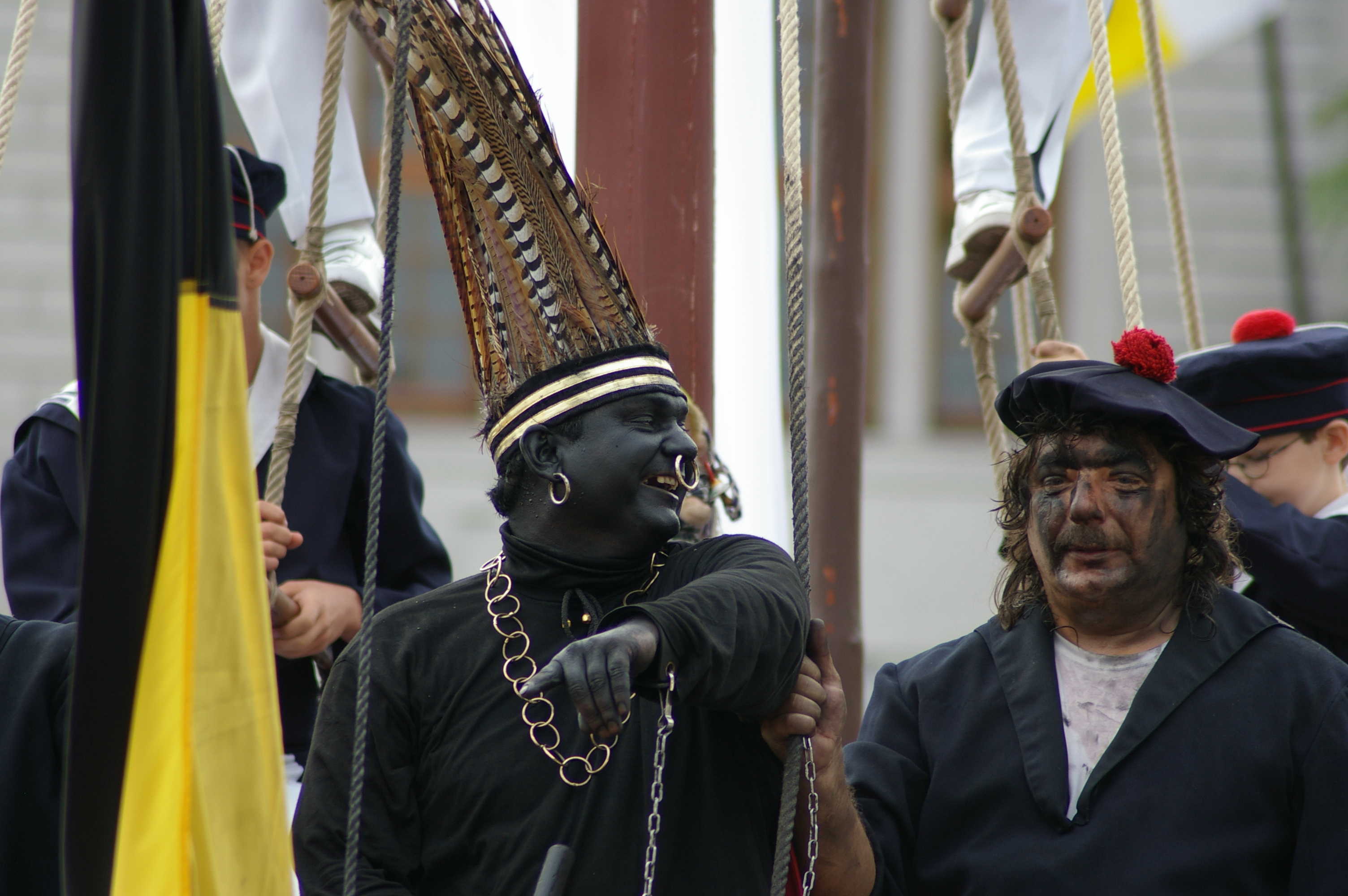
El Sauvage.

En el año 2014 422 extras, participaron en la procesión en quince grupos diferentes. Algunos de los personajes tienen el favor del público. A menudo brillan con su pintoresco carácter y desempeñan su papel durante décadas. Este es el caso del Sauvage («Salvaje») en el barco de los pescadores napolitanos. Presente al menos desde 1873, se habría embarcado en la legendaria isla de Gavatao. Es uno de los elementos espectaculares de la procesión con sus travesuras y gritos. Se dice que en el siglo XIX, los «salvajes» mataban conejos delante del público y se los comían crudos. Se le llamaba el Dégoudant, es decir, el «asqueroso».
En 1969, la procesión estaba desesperadamente escasa de extras. El ejército fue incapaz de proporcionar su habitual número de extras. Jóvenes del Patro de Flobecq, de Enghien y luego de Ath participaron en la figuración de los carros. A partir de ese momento, la afición por el festival no dejó de crecer. En 1974, había demasiados extras. René Sansen, un escultor y arqueólogo local, propuso crear un nuevo grupo alrededor del Cañón del Mount Sarah para evocar la revolución de 1830. Este grupo está ahora bien integrado en la procesión del domingo y también en los desfiles con antorchas del sábado por la noche. En este contexto nació la asociación Rénovation du Cortège, que ha jugado un papel esencial en la mejora y revitalización de las fiestas.

### Las fanfarrias

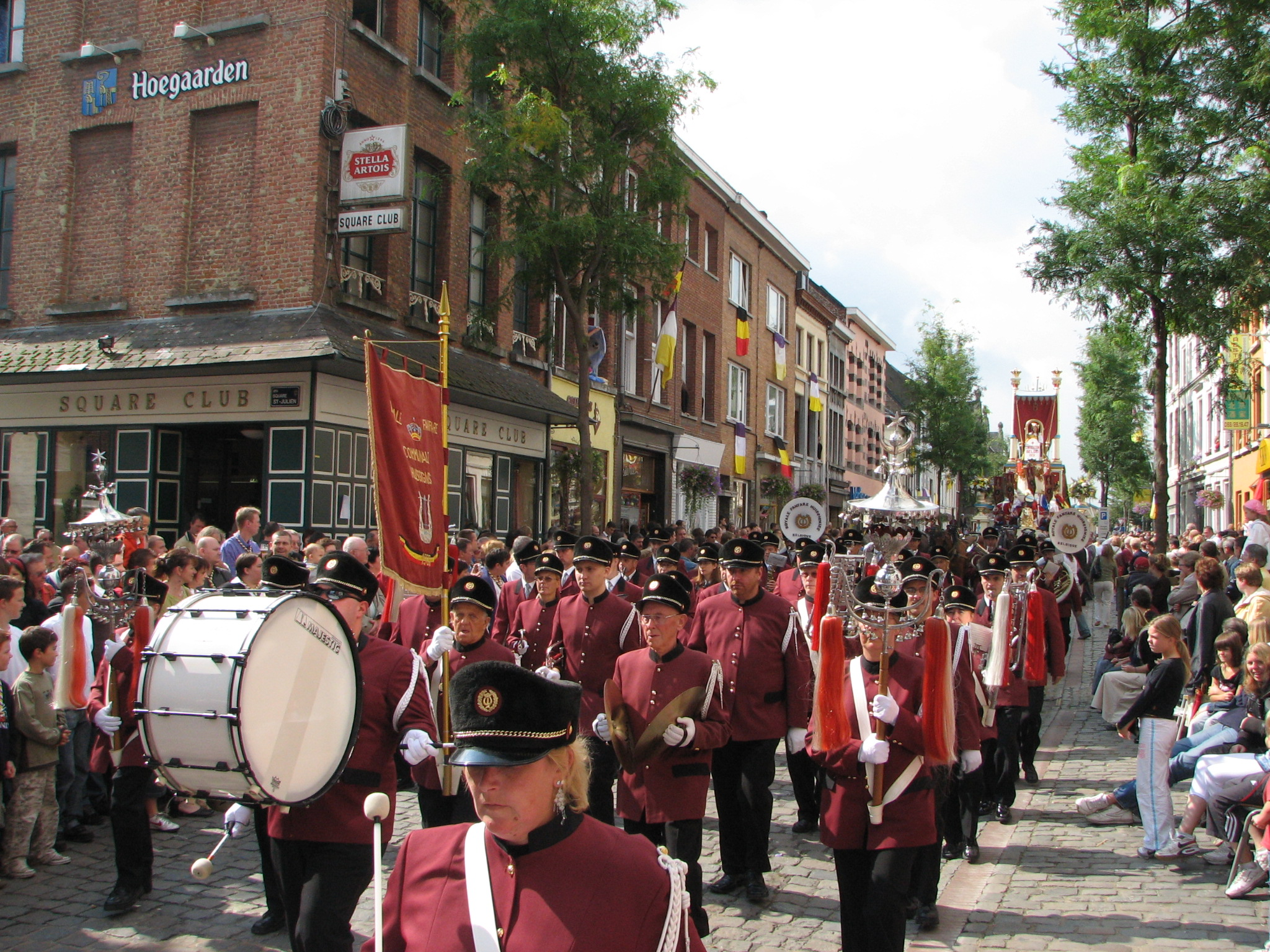
La fanfarria de Huissignies, Ducasse 2006.

Cada gigante baila al son de su propia fanfarria. Así, la banda de Meslin-l'Évêque acompaña al Águila de dos cabezas desde 1983, la Royale Union des Fanfares de Moulbaix-Ligne acompaña a Sansón, la banda Saint-Denis de Irchonwelz hace bailar a Ambiorix, la banda de música de Loreto (Ath) sigue a mademoiselle Victoire, la banda de música de Huissignies rodea al caballo de Bayard,</ref> y la Royal Union Brass Band Saint-Martin (Ath) hace que Goliat y señora bailen el vals.
Algunos bailes son tradicionales. Goliat y señora bailan en los viejos puentes de la ciudad la Danse gouyasse, seguido por la Ducasse d'Ath y la Faubourg de Tournai. Desde finales del siglo XX, cada gigante tiene su propia canción:105 : La valse de l'Aigle (C. Cannuyer/R. Herstens), La Chanson de Samson (C. Cannuyer/R. Hertsens e Y. Dumont), Ambiorix, La Chanson de Mam'zelle (M. Lefebvre) y Bayard 50 (M. Lefebvre/P. Monnier) y Happy Bayard (O. Jorion).

### Los conductores de caballos

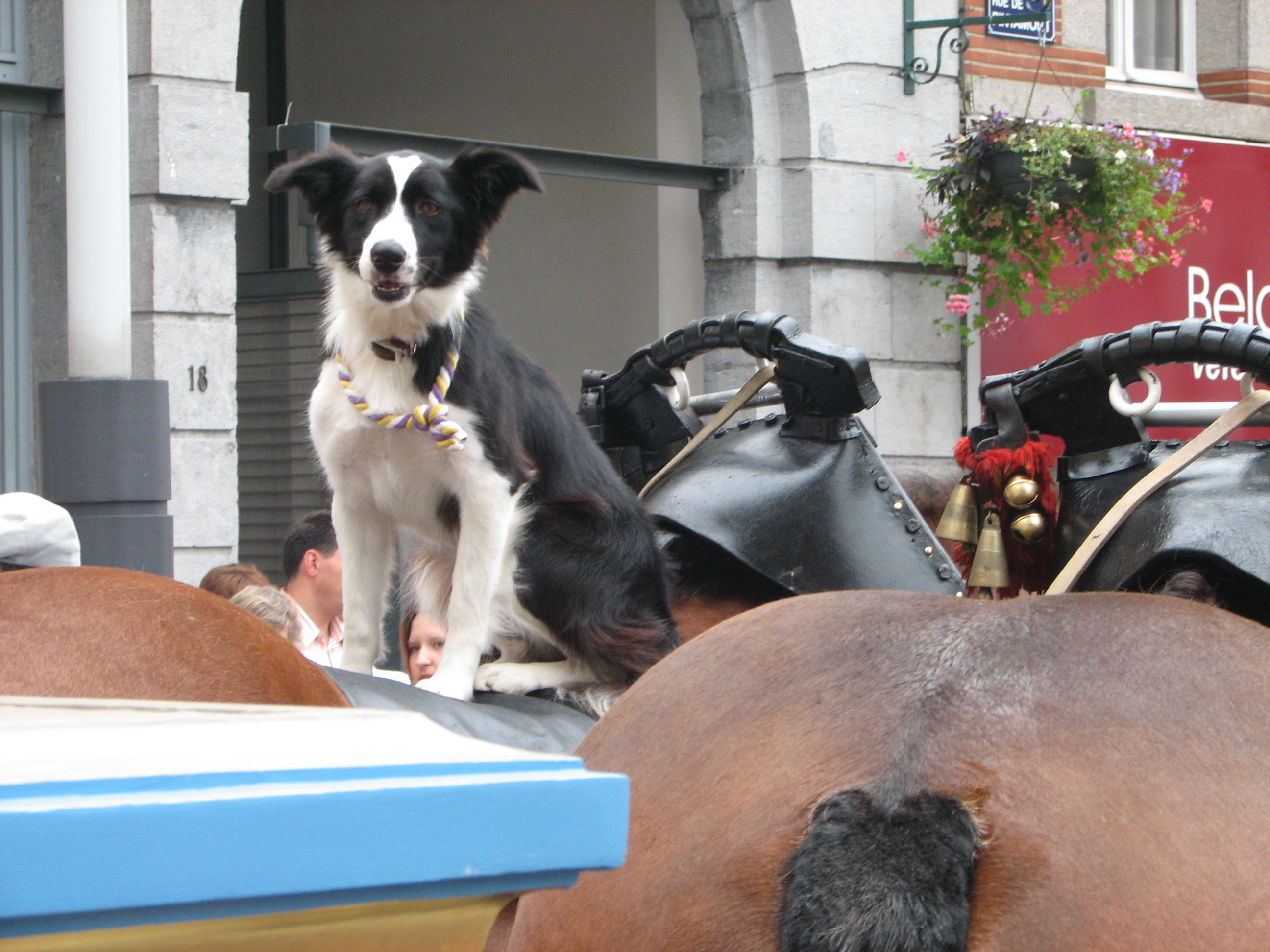
El perro sobre el caballo.

Los caballos de tiro son indispensables para la procesión. Algunos granjeros los crían incluso para este propósito. Dependiendo de la carreta, se enjaezan 4 o 6 caballos. Los caballos están permanentemente acompañados por sus criadores. Los potros se integran en la procesión para acostumbrarlos al ruido y a la multitud. Las imágenes de archivo nos muestran carrozas a veces abandonadas por sus extras o rodeadas por un público disperso. En 1966, un tractor tiró del carro de la agricultura. El mismo año, por falta de caballos, el carro de la navegación permaneció en su cobertizo. La tendencia se invirtió a principios de la década de 1970.
Un perro vivo se sienta en uno de los caballos del carro de las nueve provincias. Presente en la década de 1970 —su nombre era Tobby—, desapareció de la procesión antes de regresar a principios del siglo XXI.

### Los vestidores

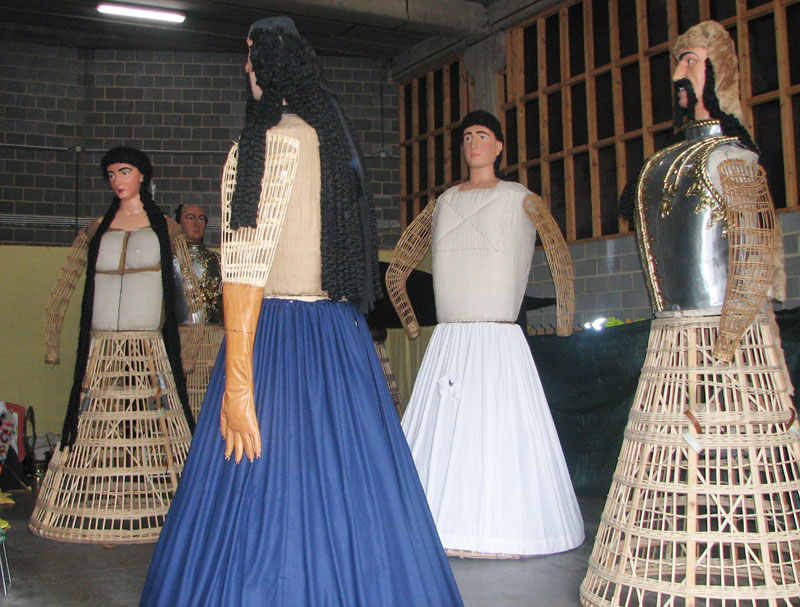
Puesta a punto de los gigantes de Ath, antes de la formación de la Ducasse.

El ensamblaje y la vestimenta comienza unos días antes de la fiesta. Cuatro personas, dos ajustadores, un vestidor y un peluquero, están a cargo de esta misión que una vez estuvo rodeada de «secretos». Hoy en día, la transparencia está a la orden del día y la gente de Ath puede asistir a la ceremonia, que tiene lugar en un garaje del centro administrativo.
El busto se coloca primero en la cesta de minbre antes de equilibrar todo el conjunto. Después de ser cuidadosamente desempolvados, el Águila y los gigantes se visten según un orden bien establecido: Sansón (el más fácil), Ambiórix, Mlle. Victoire, Goliat, Sra. Goliat (el más difícil). El sábado por la mañana se dedica a la inspección final y al ajuste de las correas del yugo y del cojín de la cabeza según el tamaño y los hábitos de los portadores.
El caballo Bayard permanece, con los carros, en el cobertizo comunal, en la zona de Primevères hasta el domingo por la mañana. Se le desembala, se le limpia y se le hacen unas pequeñas restauraciones de tela o pintura.

## Tradiciones

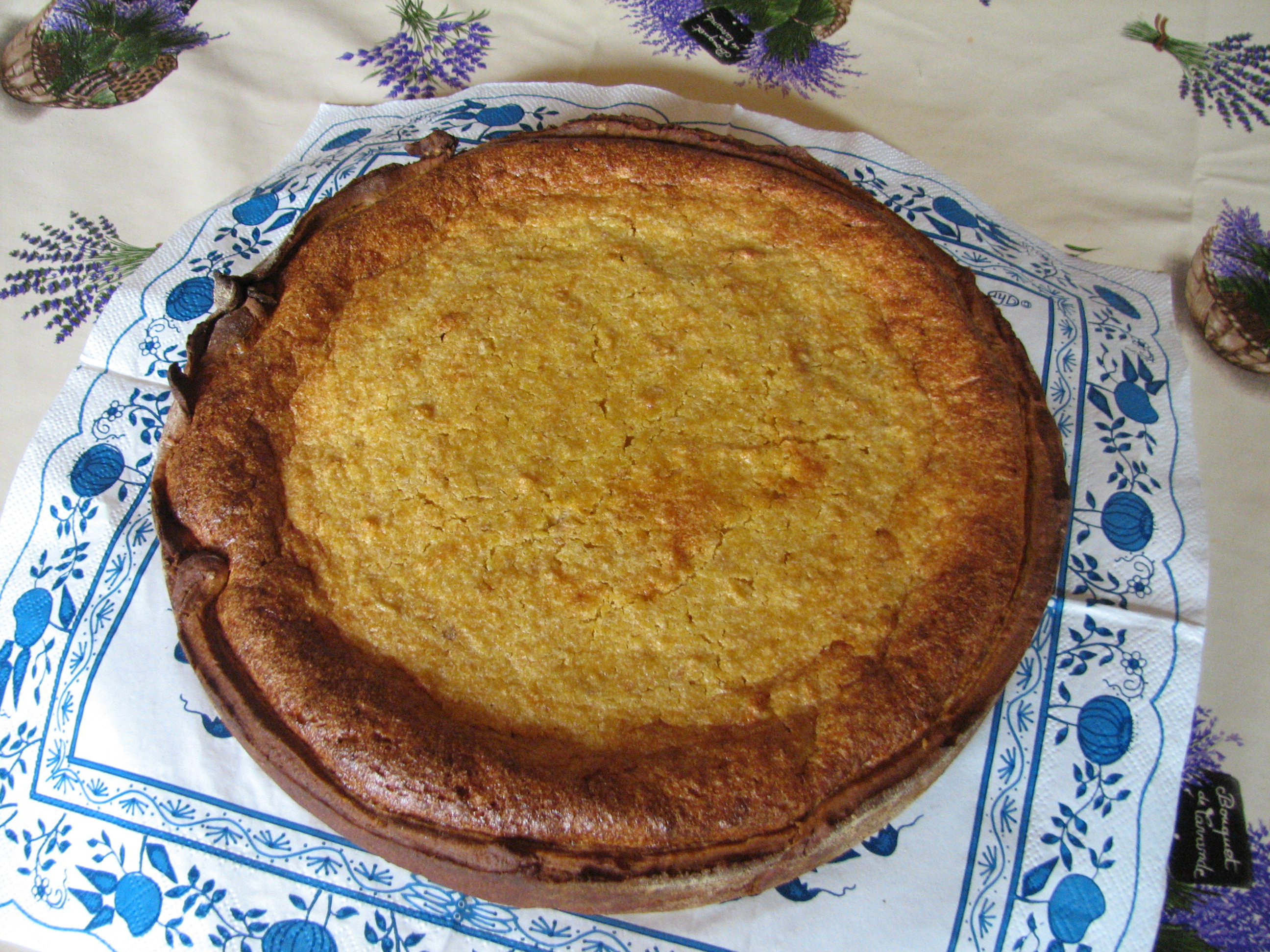
Tarta masteilles.

Es tradicional ofrecer a la anfitriona un ramo de gladiolos en los colores de la ciudad —amarillo, blanco, morado—. Es una tradición bastante reciente, que apareció en la década de 1980. Los gladiolos son flores de temporada en múltiples colores. Los floristas lo han convertido en un producto de la Ducasse, adoptado por la población.
El «8 de septiembre», los mejillones se comen en cafés, restaurantes y en la sede de la asociación. El origen de esta cena de mejillones es incierto. Una tradición, probablemente fantasiosa, cuenta que en los años 30, «Moumoule», un pescador de Ath, regresó de la costa belga con su carreta de perros, llena de mejillones. En un avanzado estado de embriaguez, habría empezado a distribuir los mejillones en la Grand-Place. Desde ese día, los habitantes de Ath perpetuarían este evento. Más prosaicamente y más seriamente, se puede estimar que en el pasado se tardaba unos días en llevar los mejillones de la costa a la ciudad. Siendo septiembre el primer mes con r, se aprovecha el final del festival para degustar este plato tan apreciado del que se estaba privado desde mayo. Esta costumbre puede compararse con el plato tradicional de la «braderie de Lille», que tiene lugar el primer fin de semana de septiembre.
Durante el período festivo, se prueba la tarte à masteilles o tarte Gouyasse. El origen de esta tarta se pierde en las nieblas de la historia. La existencia de una tarta de Ath está atestiguada en 1529. En 1810, es la primera vez que se menciona una tarta Goliat. Cada familia tiene su propia receta y sus proporciones de ingredientes. El momento privilegiado para la degustación de la tarta de Ath es, sin duda, los momentos posteriores a la lucha entre David y Goliat. Se acompaña de un vaso de vino de Borgoña. El «verdadero» vecino de Ath, únicamente lo comerá hasta el «8 de septiembre» y esperará a la siguiente Ducasse para probarlo de nuevo.

## Actividades tradicionales auxiliares

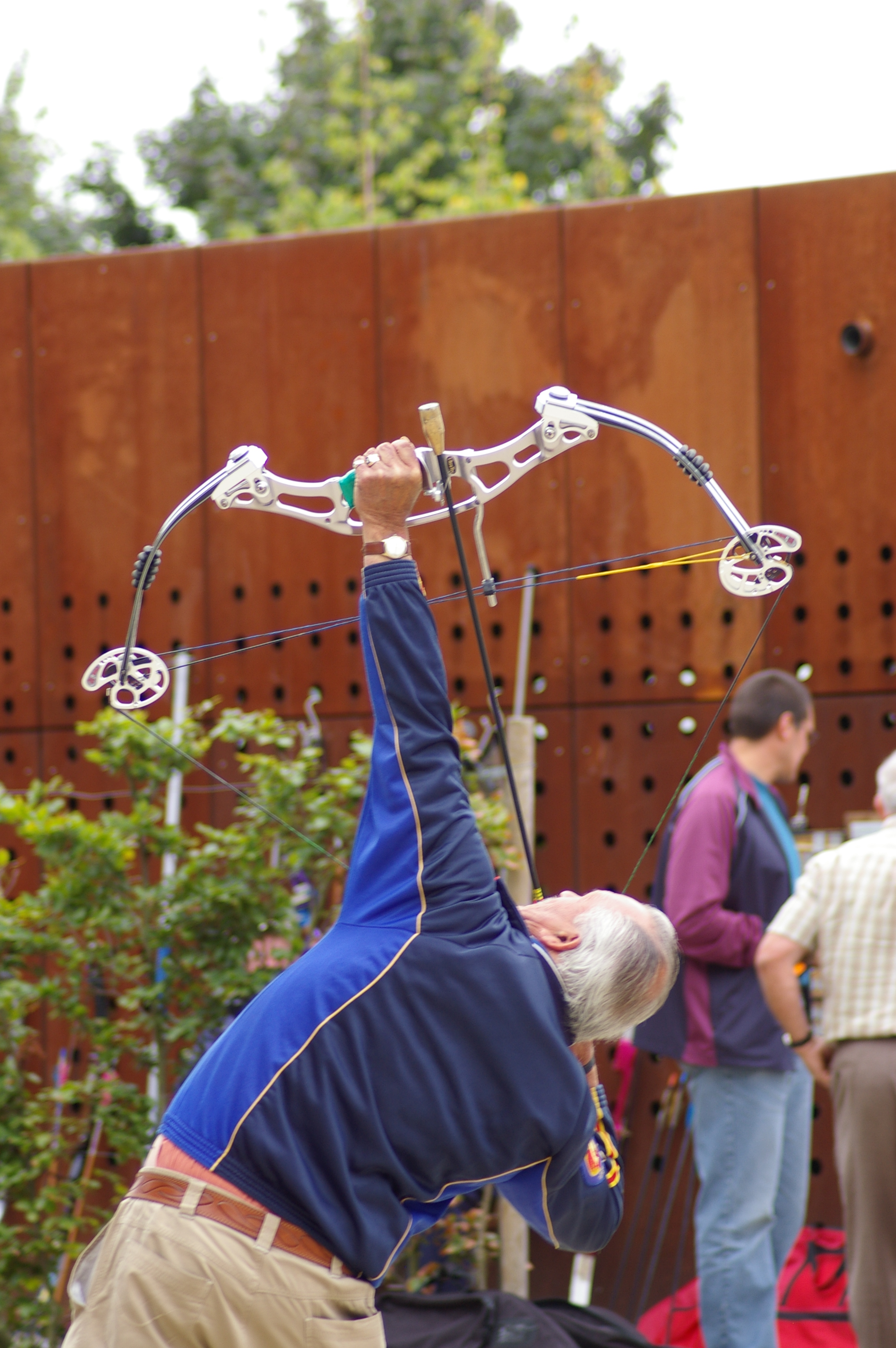
Tiro al arco, viernes de la Ducasse d'Ath.

### Tiro al arco
El tiro con arco, un deporte tradicional, siempre ha sido parte de las ceremonias. Las cofradías de arqueros San Sebastián, San Nicolás y Santa Cristina, participaron en la defensa de la ciudad durante el Antiguo Régimen. Han caminado en procesión junto al gigante Tirant, al menos desde el siglo 1811. A principios del siglo XIX, existían dos sociedades de arqueros: la Asunción, fundada en 1802, que utilizaba el palo de la Explanada, y la Unión, que disparaba al objetivo, es decir, al blanco. El tiroteo del alcalde siempre tiene lugar los viernes en el contexto de la Ducasse. Un segundo torneo, organizado como el primero por la Sociedad Real de Arqueros de San Nicolás de Irchonwelz, tiene lugar el lunes de la Ducasse. Los premios se colocan en una grada que se eleva en lo alto de un mástil.

### El juego de pelota
El juego de pelota es, junto con el tiro con arco, el deporte más practicado durante la Ducasse. Está atestiguado en Ath desde el siglo XV. Las reglas de principios del siglo XIX sugieren que se trata de un juego de pelota. En esa época, no se formaban equipos sino que se agrupaban los jugadores por distritos o pueblos. No hubo ningún campeonato organizado. Actualmente, la final del «Grand prix de la ville d'Ath» se celebra desde 1857 el 8 de septiembre, último día de la Ducasse. Equipos de renombre compiten ante un público entendido y apasionado.

### Lanzamiento de globos

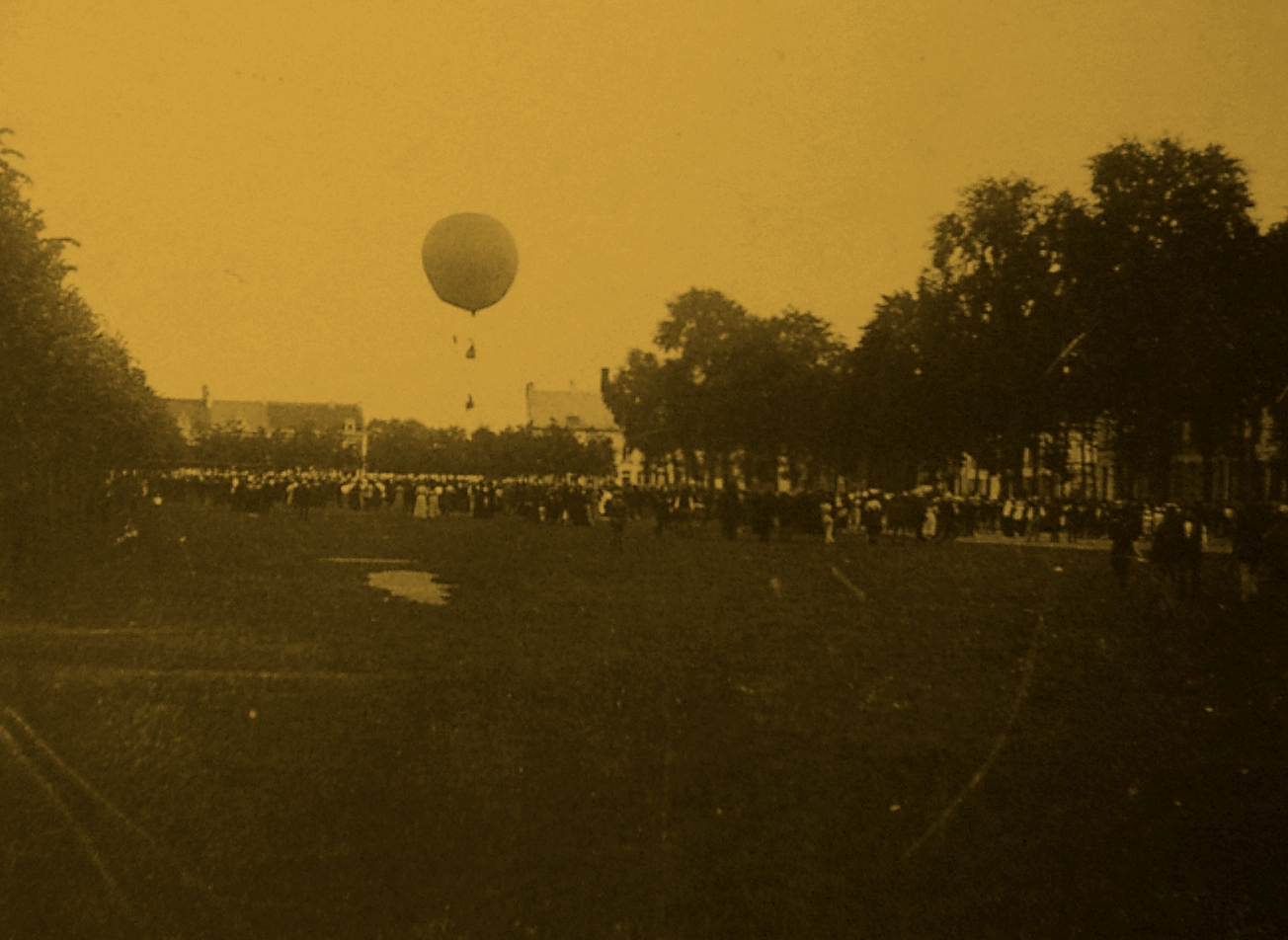
Vuelo de un aerostato de gas el 28 de agosto de 1899.

El lanzamiento de globo de gas ya existía en la década de 1840. Se arrojó un globo luminoso después del juego de la pelota de la Sociedad Filarmónica de Ath (creada en 1783). Alrededor de 1850, cuando la fiesta se convirtió en municipal, las autoridades se hicieron cargo de ella. La ciudad suministra gas para los globos, cuyo volumen podría alcanzar los 900 m³. Al final del siglo XIX, en la explanada es donde se lanzan los globos. El póster oficial de los Festivales Comunales de 1905, ofrece por primera vez una «gran fiesta aerostática». Se tuvo que esperar hasta la década de 1920 para que el evento tuviera lugar sistemáticamente, todos los años, el lunes de la Ducasse. Un único globo, inflado con gas y luego con helio, vuela al comienzo de la noche, a veces con una autoridad municipal a bordo. En 1989, el festival se transformó en un festival de globos aerostáticos, más espectacular y mejor apreciado por el público.

### Juegos populares perdidos
Ya en 1835, la administración municipal organizó, en el marco de la Ducasse, juegos para celebrar los Días de septiembre. Estas celebraciones pretendían recordar «la liberación de la ciudad del yugo holandés». En el siglo XIX, al menos hasta 1905, la población pudo participar en varios tiroteos —ballesta, rifle...—, carrera de sacos, carrera de burros, carrera de patos, juego de bolos, juego de bricolaje, etc. Esto último está atestiguado en Tournai en el siglo XV y en Ath en el siglo XVIII. Consiste en lanzar una bola de madera, encajada en una punta metálica, entre un pórtico o un arco enterrado en el suelo y fijado a una viga de roble.

### Fuegos artificiales
El 3 de septiembre de 1905, con ocasión del 75.º aniversario de la Revolución belga, se disparó un «brillante fuego artificial». A partir de 1907, los fuegos artificiales se convirtieron en algo común. Ahora tienen lugar el 8 de septiembre y pone fin a las festividades. En 2004, se canceló como homenaje a los bomberos que desaparecieron en el desastre de Ghislenghien. Por otra parte, en 2006, un excepcional espectáculo de fuegos artificiales concluyó el «brûlage des marronnes» (quema de pantalones) para celebrar su 20.ª edición.

## Patrimonio cultural inmaterial de la Humanidad
En 2005, la Ducasse de Ath fue proclamada «Obra maestra del patrimonio oral e inmaterial de la Humanidad» y en 2008 fue inscrito en la Lista Representativa del Patrimonio cultural inmaterial por la UNESCO. El 31 de octubre de 2004 se había presentado a la UNESCO una candidatura franco-belga para la tercera proclamación de obras maestras del patrimonio oral e inmaterial de la humanidad. Esta candidatura se relacionaba con los gigantes y dragones procesionales de Europa Occidental. Junto con la Ducasse de Mons, se une así al Carnaval de Binche entre los eventos valones inscritos.

## Actividades auxiliares y productos derivados

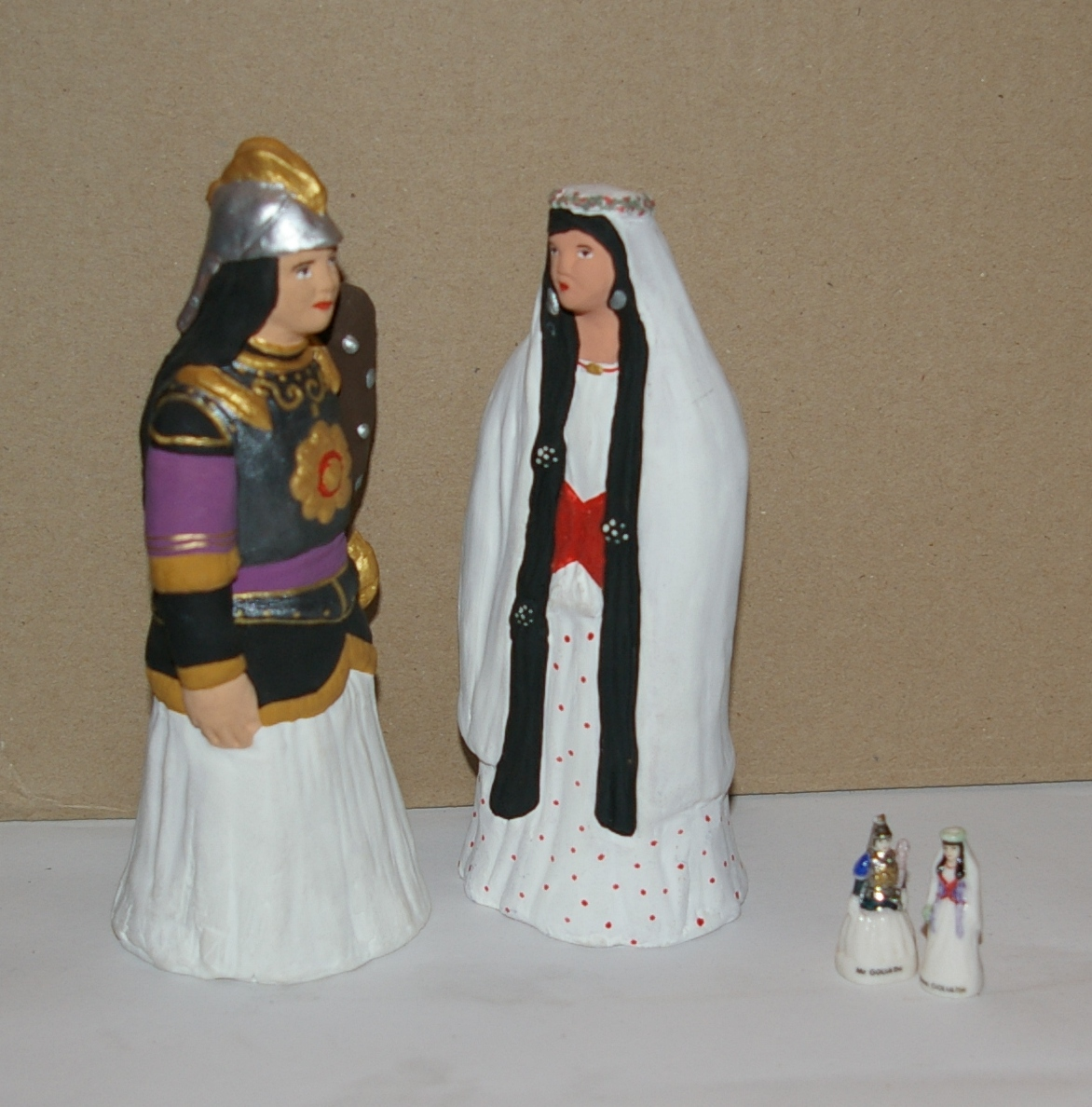
Santones y figurillas representando a los gigantes Goliat y señora.

El Círculo de Historia y Arqueología de Ath organizó dos simposios que reunieron a especialistas de toda Europa: en 1981 para el 500º aniversario de Goliat, y en 2000 para la inauguración de la Casa de los Gigantes y la reunión internacional del 1º de octubre.
Durante el año, se abre al público un museo sobre los gigantes —llamado «Casa de los Gigantes»—. En él se explica cómo se fabrican los gigantes, la historia del festival, cómo convertirse en un portador de gigantes, etc.; también se presentan festivales en los que participan gigantes de todo el mundo. Desde 2003, la Maison des Géants colabora con la asociación francesa la Ronde des Géants para publicar el calendario de salidas gigantes para Bélgica y Francia.
Hay muchos productos derivados de la Ducasse de Ath: CD, DVD, camisetas, alfileres, joyas, vajillas, bolsas de la compra, imanes, jabones, figurillas para el roscón de reyes, santones, la cerveza llamada la «Gouyasse» y el queso «le petit David».
Los carteles de las tiendas de la ciudad de Ath hacen referencia explícita a la Ducasse y a sus gigantes: la agencia Immobilière des Géants, la "Brasserie des Géants, los cafés Aux Géants, Le Goliath", Le Tirant, etc. Al acercarse el 4º domingo de agosto, los comerciantes compiten en ingenio y multiplican las alusiones a la fiesta que se prepara en la decoración de sus escaparates. El club de fútbol local se llama Royal Géant Athois126 y juega en el «Estadio de los Gigantes».